# Evul Mediu
Evul Mediu (epoca mijlocie) a fost în istoria europeană perioada dintre Antichitate și epoca modernă. Perioada medievală este subdivizată în trei faze: Evul Mediu Timpuriu, Evul Mediu clasic și Evul Mediu Târziu.
Depinzând de continent, această epocă a început în anii 200-600 și s-a încheiat în 1500-1700. Civilizații clasice majore ca Regatul Han, Imperiul Roman de Apus, Imperiul Gupta și Imperiul Sassanid au căzut în secolele III-VII. Epoca s-a caracterizat prin invazii din Asia Centrală, dezvoltarea a trei mari religii: creștinismul, islamul și budismul, precum și amploarea contactelor comerciale și militare dintre civilizații.
În istoria Europei, epoca medievală sau Evul Mediu a debutat cu Declinul și căderea Imperiului Roman de Apus în anul 476 și s-a încheiat cu Căderea Constantinopolului în 1453, marcând tranziția spre Renaștere, epoca marilor descoperiri și modernitate. 
La începutul Evului Mediu, populația din Europa a intrat în declin, autoritatea centrală a instituțiilor a intrat în colaps, gradul de urbanizare, igienă și alfabetizare a scăzut, în timp ce se derulau marile migrații în masă ale populațiilor tribale. 
Situația a fost ceva mai bună pentru oamenii din Africa de Nord și Orientul Apropiat și Mijlociu. Aflați sub ocupația imperiilor islamice (califatele), gradul de urbanizare, alfabetizare și igienă a crescut, iar orașe ca Bagdad, Ctesiphon și Cordoba au prosperat. În China, deși au existat mai multe dinastii și imperiul chinez a rămas divizat, au prosperat orașele Kaifeng și Chang'an. 
Imperiul Bizantin a păstrat moștenirea civilizației romane prin continuitatea creștină, deși populația sa a fost vorbitoare de limbă greacă. Constantinopolul a fost cel mai mare oraș al lumii între secolele IV și VI, fiind impus dreptul secular prin Codul lui Iustinian (Corpus Juris Civilis). 
Latinitatea a fost continuată în Europa de Vest de către Biserica Romano-Catolică și a fost sporită de Carol cel Mare între secolele VIII-IX, marcând Renașterea carolingiană și un ușor progres pe plan cultural și socio-economic. 
Regatele creștin-europene au preluat instituțiile romane, în timp ce erau formate episcopii și mânăstiri pe măsură ce religia creștină se extindea în cea mai mare parte a Europei. 
Renașterea carolingiană nu a ținut mult, iar civilizația vest-europeană a sucombat din cauza conflictelor interne și invaziilor externe ale vikingilor din nord, ale maghiarilor și mongolilor din est, respectiv ale musulmanilor din sud.
Din 900 până în 1250, a fost Perioada caldă medievală, când Pământul a trecut printr-o încălzire accentuată și temperatura medie globală a fost cu până la 0.5 °C mai mare decât în prezent. Din cauza topirii ghețurilor, vikingii au explorat țărmurile arctice și au stabilit colonii în Islanda (874), sudul Groenlandei (980-990, Erik cel Roșu) și estul Americii de Nord (Leif Eriksson, cca. 1000). 
Abia la începutul Evului Mediu Târziu, Europa și-a mai revenit economic pe măsură ce s-au făcut progrese pe plan agricol și tehnologic, permițând comerțului să înflorească, în special în nordul Europei, rezultând chiar alianțe comerciale ca Liga Hanseatică. 
Dar mica glaciațiune care a făcut iernile mai aspre a marcat un alt declin pentru europeni, culminând apoi cu cea mai catastrofală pandemie din istorie - ciuma bubonică sau Moartea neagră, care a ucis un sfert din populația Europei între 1347 și 1351. 
Feuda sau moșia, locul unde munceau țăranii dependenți pentru nobili, și Feudalismul prin care cavalerii și nobilii cu rang scăzut își datorau serviciile militare către seniori cu rang crescut în schimbul dreptului de a deține pământuri și moșii, erau două căi prin care se putea organiza societatea europeană. 
Regii și împărații au devenit capetele statelor centralizate și naționale, precum Franța și Anglia. Sfântul Imperiu Roman a fost mai degrabă un conglomerat federal, alcătuit din mai multe entități statale, împăratul având rol figurativ. 
Evul Mediu a presupus și divizarea formală a Bisericii Catolice de bisericile ortodoxe, cu Marea Schismă din 1054, apoi cu reformele protestante și apariția sectelor și bisericilor protestante din 1517, când Martin Luther și-a publicat cele 95 de Teze în care critica Papalitatea pentru corupție. 
Cruciadele, începute in 1095, au fost tentativele creștinilor europeni pentru a căpăta control asupra Țării Sfinte (Levantul) și Ierusalimul de sub ocupația musulmană, aceștia fiind inspirați de Evangheliile Noului Testament și de răstălmăcirea acestora de Biserica Catolică. Au rezultat o serie de expediții militare cu jefuiri și masacre în numele religiei.
Inchiziția, ce a urmărit stârpirea ereziei și a altor credințe non-creștine, a provocat numeroase victime (printre care creștinii reformatori considerați eretici, musulmanii și evreii), dar abia în ajunul modernității a început fenomenul cunoscut ca „vânătoarea de vrăjitoare”. 
Prin revoltele țărănești, suprimate în mod brutal, țăranii au încercat să ceară mai multe drepturi. 
Viața intelectuală europeană a fost marcată de dogmatism, o filosofie care empatiza cu credința și rațiunea, fiind create primele universități. 
Teologia lui Thomas Aquinas, picturile lui Giotto și a lui Leonardo da Vinci, sculpturile lui Michelangelo, poezia lui Dante Aligheri, călătoriile lui Marco Polo, Cristofor Columb și Fernando Magellan, dar și observațiile astronomice ale lui Copernicus și Galileo Galilei, precum și arhitectura gotică a catedralelor precum Chartres au marcat finalul Evului Mediu.  

## Istorie
În Europa, declinul Imperiului Roman, dezurbanizarea și depopularea, precum și scăderea nivelului de trai a dus la conceptul de "Epoca întunecată", deși în estul Mediteranei, Imperiul Bizantin a prosperat până în 1204. De asemenea, califatele islamice și China au înflorit pe plan cultural și economic.
În Europa depopularea, dezurbanizarea, invaziile și migrațiile populațiilor, începute în antichitatea târzie, au continuat pe parcursul evului mediu mijlociu. Invadatorii barbari, incluzând populații germanice variate, au format noi regate pe teritoriile fostului Imperiu Roman de Apus. În secolul al VII-lea, nordul Africii și Orientul Mijlociu, ce fuseseră cândva teritorii ale Imperiului Roman de Est au ajuns sub stăpânirea Califatului, un imperiu islamic, fiind cucerite de succesorii lui Mahomed. Deși s-au desfășurat schimbări substanțiale în societate și structurile politice, ruptura dintre antichitate și evul mediu n-a fost completă. Imperiul Bizantin a supraviețuit și s-a menținut ca o putere majoră. Legea imperială, Codul lui Iustinian, a fost redescoperit în nordul Italiei în 1070, fiind admirat pe parcursul epocii. În vest, multe regate au încorporat vechile instituții romane. Mănăstirile au fost fondate în timpul campaniilor de misionarism creștin desfășurate în teritoriile păgâne ale Europei.
Francii, sub dinastia Carolingiană, au pus bazele unui imperiu în vestul Europei, devenind o putere majoră. Imperiul Carolingian, în secolele VIII-IX, a fost sucombat de presiunile războaielor interne civile combinate cu invaziile externe ale vikingilor din nord, maghiarilor din est, și sarazinilor din sud.
De-a lungul Evului Mediu Mijlociu, care a început după anul 1000, populația Europei a crescut de pe urma inovațiilor tehnice și agricole ce au dus la lărgirea rutelor comerciale și la înflorirea economică, precum și la o renaștere urbană treptată. Feudalismul a organizat structurile sociale, țăranii primind loturi de pământ în schimbul prestării serviciilor de muncă către nobili, cavalerii și nobilii cu staturi sociale joase prestau servicii militare către nobilii cei mai bogați în schimbul terenurilor și statuturilor sociale.
Cruciadele, începute din 1095, ce erau inițial pelerinaje , au devenit expediții militaro-religioase organizate de puterile europene creștine pentru a recăpăta controlul asupra "Țării Sfinte" aflate sub stăpânire musulmană.
Regii au devenit capii regatelor centralizate, reducând infracțiunile și violența, însă idealul de unitate creștină era din ce în ce mai imposibil de realizat. Viața intelectuală a fost marcată de scolasticism, filosofia ce empatiza credința cu rațiunea, ceea ce a permis fondarea universităților. Europa se afla sub controlul instituțiilor feudale și ecleziastice. Arta și arhitectura erau caracterizate de teme creștine.
În Asia, expansiunea islamică a generat un nou imperiu și civilizație cu contacte comerciale cu Asia, Africa și Europa, precum și la avansarea științei și culturii. Estul Asiei a experimentat ascensiunea Chinei imperiale după interregnumul haotic al celor șase dinastii, stabilind dinastii prospere ce au influențat Coreea, Vietnam și Japonia. Religii ca Budismul și neo-confugianismul s-au răspândit. Praful de pușcă a fost dezvoltat de chinezi și s-a răspândit rapid în întreagă lume. Imperiul Mongol a afectat o mare parte a Europei și Asiei. Mongolii, deși au cucerit zone întinse, au comis genociduri și au provocat accelerarea răspândirii marii ciume, au creat noi rute dintre cele două continente. În "Lumea Nouă" s-au dezvoltat și au prosperat civilizații ca Maya, Imperiul Aztec și Imperiul Incaș, neatinse și izolate de problemele lumii vechi, dar aflate într-un stadiu primitiv de dezvoltare în privința tehnicii.
Filosofia lui Thomas Aquino, Petrarca, Zhu Xi și Kabir, codul lui Iustinian, matematica lui Fibonacci, Oresme și Al-Khwarizmi, picturile lui Giotto, Behzad și Dong Yuan, poeziile lui Dante, Li Bai, Ruba'i și Chaucer, istoriografia lui Leonardo Bruni și Ibn Khaldun, călătoriile lui Marco Polo și Ibn Battuta, și arhitectura gotică a catedralelor precum Chartres sau minuni arhitectonice ca Mezuita, Angkor Wat sau Machu Picchu au fost realizările remarcabile ale acestei perioade.

## Etimologie
În cadrul istoriei europene, Evul Mediu este una dintre cele trei epoci majore: Antichitatea clasică, Evul Mediu și Epoca modernă.
Scriitorii medievali au divizat istoria în perioade ca "cele șase epoci" sau "cele patru imperii", considerând că în timpul lor avea să vină sfârșitul lumii. Când fac referire la timpurile lor, ei le denumesc ca fiind "moderne".
În 1330, umanistul și poetul Petrarca a denumit perioada pre-creștină ca fiind "antiqua" (antică), iar perioada creștină a denumit-o "nova' (nouă). Leonardo Bruni a fost primul istoric care a folosit periodizarea tripartită în "Istoria Florentinilor". Bruni și alți istorici târzii au argumentat că Italia a traversat o perioada de revigorare din timpurile lui Petrarca, și de aceea au adăugat o a treia epocă.
Termenul de "Evul Mediu" a apărut în latină în 1469 ca "media tempestas" sau "perioada mijlocie". Au existat și alți termeni timpurii că " medium aevum"-perioada mijlocie în 1604, și ca "media saecula"-perioadele mijlocii în 1625. Termenul alternativ "medieval" a derivat din "medium aevum". Periodizarea tripartită a devenit un standard după istoricul german Cristoph Cellarius care a divizat istoria în trei epoci: Antichitatea, Evul Mediu și Epoca Modernă.

## Evul Mediu Timpuriu
Cei mai mulți istorici ca Bruni plasează debutul evului mediu în 476, odată cu colapsul Imperiului Roman de Apus. Istorici moderni ca Henri Pirenne plasează debutul evului mediu mai târziu, în secolul al VII-lea când s-a desfășurat expansiunea islamică, sau în secolul al VIII-lea, când carolingienii împărțeau "feude" (inițial erau vite, ulterior făceau referire la proprietăți, averi și ranguri sociale) ceea ce a dus la stabilirea feudalismului ca sistem dominant în Europa.

### Structuri sociale
Structura politică a Europei occidentale s-a schimbat în urma căderii imperiului roman. Deși mișcările popoarelor din această perioadă sunt de obicei descrise drept „invazii”, ele n-au fost doar expediții militare, ci migrații ale unor popoare întregi în imperiu. Asemenea mișcări au fost ajutate de refuzul elitelor romane de a susține armata sau a plăti taxele care ar permite armatei să reprime migrația. Împărații din secolul 5 erau adesea controlați de militari puternici, precum Stilicon (d. 408), Aetius (d. 454), Aspar⁠(d) (d. 471), Ricimer (d. 472) sau Gundobad⁠(d) (d. 516), care  aveau origini parțial sau total neromane. Când linia împăraților de apus a încetat, mulți dintre regii care i-au înlocuit erau de aceleași origini. Căsătoriile dintre noii regi și elitele romane erau obișnuite. Aceasta a dus la o fuziune a culturii romane cu obiceiurile triburilor invadatoare, care includeau adunări populare care permiteau membrilor bărbați liberi ai tribului să se exprime mai mult în chestiuni politice decât era obișnuit în statul roman. Artefactele romane lăsate de romani și de invadatori sunt adesea asemănătoare, iar elemente tribale erau adesea modelate pe obiectele romane. O mare parte din cultura cărturărească și scrisă a noilor regate era de asemenea bazată pe tradițiile intelectuale romane. O diferență importantă a fost pierderea treptată a taxelor fiscale de către organizările statale. Multe dintre noile entități politice n-au mai susținut mai mult armatele lor prin taxe, iar în schimb s-au bazat pe a le acorda pământ sau arende. Aceasta a însemnat că a fost mai puțină nevoie de venituri fiscale, iar sistemele de taxare au decăzut. Războaiele erau obișnuite între și în cadrul regatelor. Sclavia a intrat în declin, iar societatea a devenit mai rurală.

### Arta și arhitectura
Specific Evului Mediu din punct de vedere artistic îi este caracteristic stilul romanic și stilul gotic.
Stilul romanic apare în secolul IX și își extinde existenta până în secolul XIII. Se dezvoltă numai în spațiul catolic, este o artă religioasă. Apare în Franța și Italia și se răspândește până în Transilvania. Construcțiile sunt masive cu ziduri groase fiind susținute de coloane în interior și contraforți în exterior. Ferestrele sunt mici, iar interiorul este întunecos. Bolta semi-circulară este specifică stilului romanic. Picturile se inspiră din viața religioasă și sunt înfricoșătoare. La subsolul se află moaștele și mormintele ctitorilor sau a regilor. Monumente în stil romanic Biserica Mânăstirii Clunis din Franța, Domul din Pisa in Italia, în Transilvania Catedrala Romano Catolică din Alba-Iulia.
Stilul gotic apare în Vestul Europei în secolul XII. Stilul ogival de la ogiva sau arcul frânt este specifica stilului. Construcțiile sunt civile și religioase. Construcțiile sunt masive, ferestrele sunt mari, iar interiorul este luminat. Construcțiile durează mai mulți ani. Vitraliu este geamul colorat.

## Evul Mediu Mijlociu
Evul Mediu Mijlociu denumit și «clasic» sau «central», care se întinde în secolele al XI-lea, al XII-lea și al XIII-lea, este perioada cuprinsă între Evul Mediu Timpuriu și Evul Mediu Târziu.
Această epocă este marcată de o creștere rapidă a populației în Europa, ducând la schimbări sociale și politice considerabile, de care a beneficiat economia europeană începând din 1250.
Criza secolului al XIV-lea și pandemia Ciumei Negre marchează sfârșitul Evului Mediu Clasic și văd stagnarea economiei, precum și izbucnirea mai multor războaie (inclusiv Războiul de o Sută de Ani). Este ceea ce se numește „marea depresiune medievală” teoretizată de Guy Bois, care marchează începutul intrării în Evul Mediu Târziu în opoziție cu Renașterea.

## Evul Mediu Târziu
Evul Mediu Târziu a fost marcat de dificultăți și calamități incluzând războaiele, foametea și ciuma, diminuând populația Europei vestice; între 1347-1350, Moartea Neagră a ucis o treime din populația Europei. Controversele, ereziile și schisma bisericii catolice, conflictele civile, revoltele sociale au culminat în această perioadă. Dezvoltarea culturală și tehnologică au transformat societatea europeană, ce a dus la încheierea lentă a Evului Mediu și la începutul modernității.

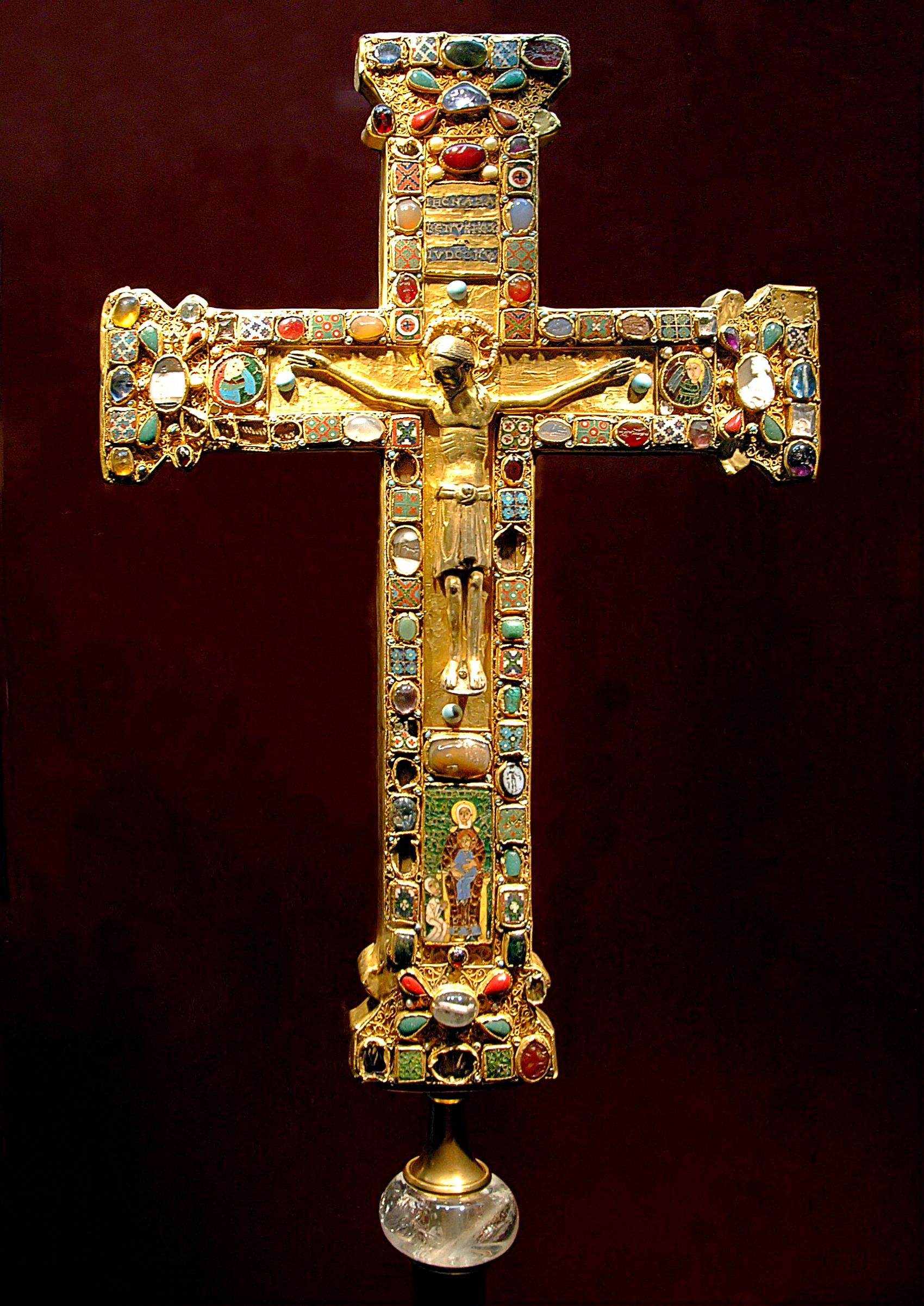
Crucea Mathildei, stareță din Essen (973-1011). Probabil produsă la Köln sau Essen, crucea prezintă câteva tehnici medievale: tehnica de turnare figurativă, filigran, emailarea, lustruirea, reutilizarea cameei clasice și pietrele gravate.

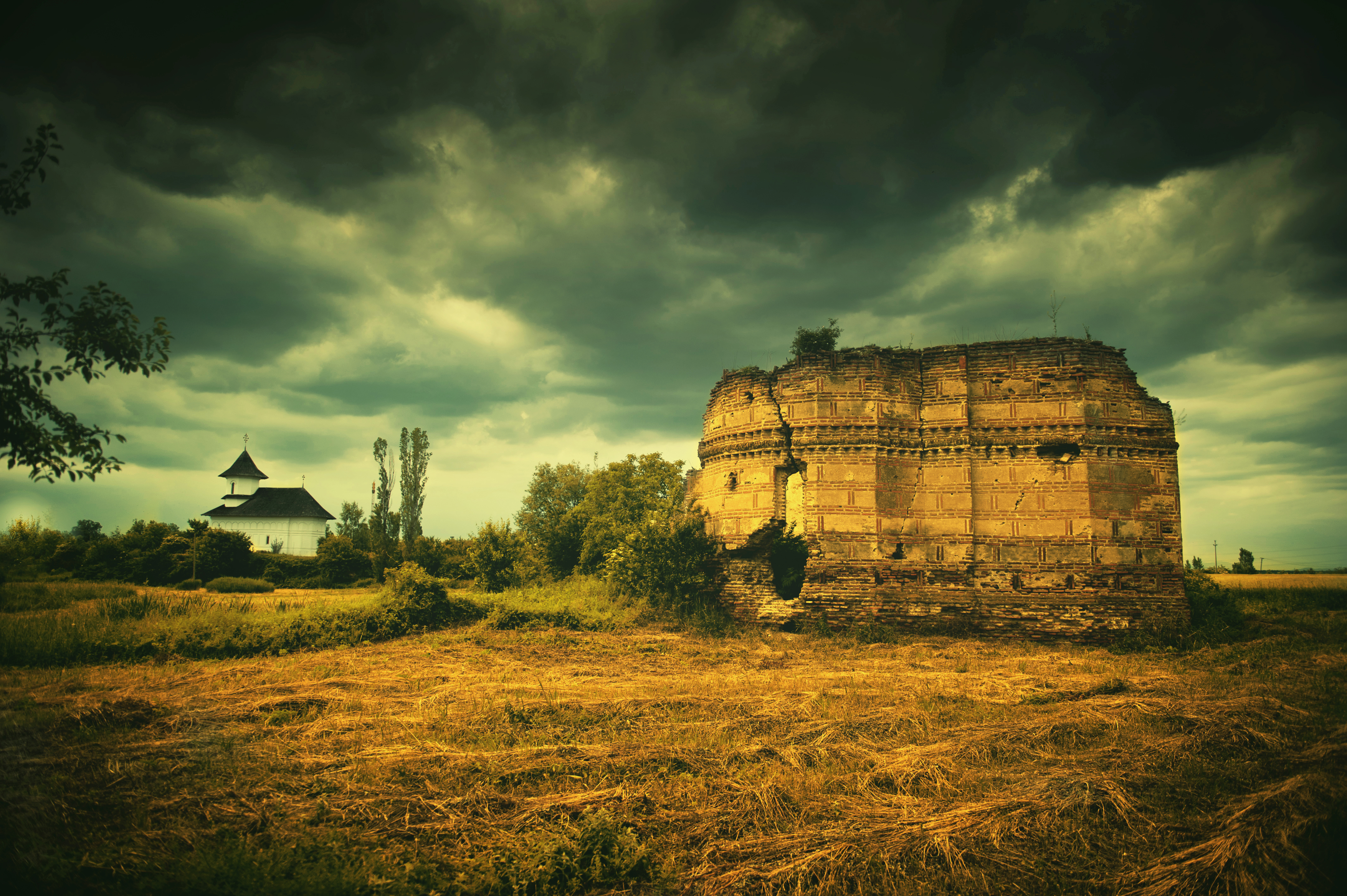

Sfârșitul Evului Mediu este plasat prin 1500. Depinzând de context, evenimente că prima călătorie a lui Columb în America în 1492, cucerirea Constantinopolului de către turci în 1453 sau Reforma Protestantă din 1517 au fost considerate ca fiind evenimente ce marchează încheierea Evului Mediu. Istoricii englezi plasează încheierea Evului Mediu în 1485 când s-a desfășurat Bătălia de la Bosworth Field. Pentru istoricii spanioli, domnia regilor Ferdinand al II-lea și Isabella I de Castilia și Reconquista a marcat sfârșitul epocii întunecate.
Pentru istoricii francezi, Revoluția Franceză a marcat sfârșitul feudalismului în 1790.
Alți istorici plasează sfârșitul Evului Mediu în secolul al XVII-lea când s-au desfășurat Revoluția Burgheză și Războiul de 30 de Ani ce a influențat cursul istoriei Europei. Chiar și așa, feudalismul nu s-a încheiat, iobăgia fiind abolită în unele state din Europa răsăriteană abia din secolele XVIII-XIX. 
În secolul al XIX-lea, întregul Evul Mediu a fost considerat ca fiind "epoca întunecată".
Mulți istorici susțin că ultima perioadă a Evului Mediu s-ar fi terminat odată cu descoperirea Americii de către Cristofor Columb în 1492. Alții preferă varianta că Evul Mediu Târziu s-a terminat odată cu apariția primelor armate care foloseau arme de foc (pistoale, tunuri și puști cu cremene) și începerea angajării în masă a mercenarilor.

## Economie și societate

### Demografie
Din timpul crizei secolului al III-lea, Europa a traversat o perioadă de regres demografic până în secolul al VII-lea. Dacă în secolul al II-lea erau 50 de milioane de locuitori în Europa, din secolul V, erau 30 de milioane. Războaiele, violențele și insecuritatea drumurilor însoțite de migrații, foamete și epidemii, ca ciuma lui Iustinian din secolul al VI-lea, precum și comportamentele morale și creștine ca celibatul au contribuit masiv la scăderea populației. Între secolele III-VII a avut loc o răcire climatică ce a modificat radical vegetația. În nordul Europei, grâul nu mai era cultivat în condițiile predominării pădurilor și mlaștinilor. Terenurile cultivate erau tot mai puține în raport cu spațiile naturale. O mare parte din suprafața Europei era dominată de păduri, însă străpunse de drumuri, poieni în care erau instalate sate. Negustorii le traversau pentru a cumpără lemn sau vânat. 
Ogoarele au fost părăsite la scară largă de către populația romană, iar nou-veniții, "barbarii", au profitat. Un milion de indivizi ce aparțineau populațiilor germanice migratoare s-au așezat pe teritoriile Europei apusene ale Imperiului Roman. Deși erau resurse naturale suficiente, nu erau locuitori care să le valorifice. Răcirea climei, umiditatea crescută și mlaștinile numeroase au contribuit în mare măsură la stagnarea demografică.
1. Abia în secolele X-XIII, în urma creșterii temperaturii cu 1-2 grade ce a redus umiditatea,  locuitorilor le-au fost asigurate condiții mai optime pentru  cultivarea cerealelor. Încetarea migrațiilor și stabilirea sistemului feudal, precum și absența epidemiilor au contribuit la o creștere a populației. Alimentația s-a îmbogățit prin intermediul aminoacizilor aduși de consumul de linte și mazăre.  Biserica s-a implicat de asemenea în diminuarea practicilor contraceptive. Creșterea demografică a încetat la începutul secolului al XIV-lea, urmând o scădere dramatică datorită războaielor, foametei și epidemiei de ciumă.
2. Vechiul regim demografic, specific Evului Mediu, se caracteriza prin natalitate ridicată (40 de nașteri la 1000 de locuitori spre deosebire de zilele noastre în care rata natalității variază în jur de 15 nașteri la 1000 de locuitori), mortalitate ridicată și neregulată (mortalitatea infantilă ocupând un loc important, afectând o treime sau o jumătate din copii născuți vii) și speranța medie de viață scăzută (redusă de mortalitatea infantilă ridicată). Oamenii ajunși adulți erau expuși la boli și insuficiență alimentară, astfel, media de viață era de 50-60 de ani.

Natalitatea ridicată era specifică tuturor societăților preindustriale. Perioada fertilă a unei femei cuprindea 25-30 de ani, teoretic, o femeie putea naște într-o viață 30 de copii. Societatea dominată de cler impunea restrângerea relațiilor sexuale doar în cadrul cuplului familial. Fetele se căsătoreau de la o vârstă timpurie. Numărul văduvelor și fetelor care se călugăreau și aveau restricții sociale nu reprezenta un procent destul de mare cât să afecteze natalitatea. Metodele contraceptive erau reduse sau interzise, astfel, numărul de nașteri involuntare era crescut. Alăptatul prelungit al copiilor reducea șansele unei gravidități viitoare, iar numărul mare de femei decedate la naștere, precum și numărul ridicat de pierderi de sarcini datorită alimentației insuficiente, nepotrivite și a muncilor extenuante menținea echilibrul demografic. O femeie năștea în medie doar 6 copii. Chiar dacă jumătate dintre aceștia mureau din copilărie, cei ce apucau vârstă maturității depășeau numeric generația părinților, ceea ce indică o tendința de creștere demografică. 
Numărul sporit al oamenilor era în dezechilibru în raport cu resursele de hrană.
Cu cât erau mai mulți indivizi, cu cât mai puțină mâncare îi revenea fiecărui individ. Foametea era inevitabilă. Foametea nu era cauzată doar de creșterea demografică, ci și de variația crescută a producției agro-alimentare datorită intemperiilor și precarității mijloacelor de stocare a alimentelor. Dimensiunea recoltelor varia de la un al la altul, în unii ani fiind recolte excelente, fiind rareori păstrate rezerve pentru ani mai slabi. Oamenii din evul mediu trăiau într-o lume supusă între perioadele de sațietate și exces, și perioadele de lipsuri și foamete. Foametea se combina cu epidemiile și războaiele, ceea ce genera  valuri de mortalitate ce anihilau tendința de creștere demografică pe un termen nedefinit, până când situația se normaliza și societatea își relua tendința de creștere.
Creșterea randamentelor agricole a ridicat pragul de echilibru agro-demografic, populația crescând lent. Pe termen lung, tendința de creștere demografică era evidentă, dar era întreruptă de foamete, războaie și epidemii. Cea mai gravă întrerupere a fost provocată de epidemia de ciumă din secolul al XIV-lea, ce a anihilat un sfert sau o treime din populațiile Asiei, Europei și Africii de Nord, dezorganizând economiile și societățile respective. Epidemiile de ciumă au continuat și după secolul al XIV-lea.
Populația Europei a scăzut de la 73 de milioane de locuitori la 50 de milioane de locuitori. Abia după 1600 va ajunge la 100 milioane de locuitori. Populația Chinei a sporit de la 100 de milioane de locuitori în 1500 la 160 de milioane de locuitori în 1600.
Populația subcontinentului indian a crescut de la 110 milioane de locuitori în 1500 la 135 de milioane de locuitori în 1600.
La nivel global, chiar dacă populația Americi a scăzut datorită bolilor pricinuite de europeni, populația a crescut de la 437 de milioane de locuitori în 1500 la 555 milioane de locuitori în 1600. În secolul XVI, cultura porumbului a fost introdusă în țările mediteraneene, cultivarea cerealelor a fost perfecționată, comerțul la mare distanță cu cereale și animale vii s-a dezvoltat. Fluxul cel mai spectaculos de cereale produse era în regiunea Marii Baltice.
Comerțul cu alimente a sporit numărul de europeni ce se ocupau cu activități non-agricole, stimulând dezvoltarea activităților meșteșugărești și schimburilor.
Creșterea demografică din 1600 depășește pragul definit de producția de resurse alimentare, ceea ce duce la criza secolului al XVII-lea, amplificată de războaiele religioase ca războiul de 30 de ani, de inflație, de revoluția prețurilor.

### Hrana
În Evul Mediu existau mai multe moduri de procurare a hranei: cules, vânat și pescuit; cultivarea plantelor și creșterea animalelor și schimbul comercial.
Comunitățile de vânători-culegători ocupau către secolul al XV-lea  o mare parte din Americi, extremitățile nordice ale Europei și Asiei, o parte din Africa, Australia și Oceania. Comunitățile ocupau imperfect spațiul, fiind puțin numeroase și vulnerabile în raportul cu alte tipuri de comunități umane. Din neolitic, comunitățile de vânători-culegători au fost nevoite să se amplaseze spre zonele periferice ale lumii datorită presiunii societăților compacte și organizate de agricultori.
Societățile pastorale erau minoritare. În Africa estică, în Asia centrală și în Europa răsăriteană încă mai existau triburi sau societăți ce trăiau de pe urma creșterii animalelor domestice: bovine, oi, capre și cai. Aceste societăți erau nomadice, deplasându-se în spațiu pentru a asigura hrana animalelor. La sfârșitul Evului Mediu nomadismul și comunitățile montane de crescători de animale erau în scădere, lăsând loc unui sistem de pendulare sezonieră, între zone cunoscute și vizitate periodic-transhumanța.
Societățile de crescători de animale au stabilit o simbioză cu societățile sedentare de agricultori, căutând să-și asigure hrană și alte produse. Crescătorii de animale se mulțumeau cu raporturile de schimb, oferind animale și produse animaliere în schimbul produselor vegetale și meșteșugărești. Și-au procurat produsele și prin jafuri sau au profitat de superioritatea lor militară pentru a impune agricultorilor sedentari plata unui tribut sau alte dări ca taxele de protecție. Pe parcurs, o societate pastorală ce a impus stăpânire asupra unei societăți agricole avea tendința de a renunță la modul de viață pastorală și de a se stabili în așezările cucerite, beneficiind de roadele cuceririi, adoptând un mod de viață sedentar.
Încă din Antichitate, oamenii își asigurau hrană din cultivarea unor anumite plante. Gama plantelor și modalitățile de cultivare ale acestora au variat, fiind determinate de condițiile naturale din anumite părți ale lumii și de tradițiile și stocurile de cunoștințe agro-tehnice acumulate de comunitățile umane. În lumea medievală au coexistat trei civilizații agricole:
- civilizația cerealelor
- civilizația orezului
- civilizația porumbului

#### Civilizația cerealelor
Civilizația cerealelor era specifică lumii vechi: Europei, Africii și Asiei. A fost cea mai veche civilizație agricolă, această debutând din neolitic în Orientul Apropiat. În Evul Mediu existau cinci cereale principale: grâul, orzul, secara, meiul și ovăzul. Culturile de cereale erau limitate la zonele temperate din emisfera nordică.
În Europa, secara a prevalat în zonele nordice, iar orzul și meiul erau cultivate în părțile călduroase ale continentului. Coexistau multe modalități de utilizare a solului.
Prima metodă era cultivarea unei suprafețe de pământ în mod repetat și anual, până la epuizarea potențialului natural al solului. Randamentul scădea de la an la an, generând astfel crize agricole regulate și foamete.
A două metodă era moina regulată. Pentru a evita crizele agricole, comunitățile umane au stabilit o regulă de abandonare voluntară a unei suprafețe agricole după câțiva ani, cultivând noi terenuri.
A treia metodă era asolamentul bienal prin intermediul căruia terenul era împărțit în două părți "sole", dintre care una era cultivată și cealaltă era lăsată în pârloagă. În anul următor era cultivată a două "sola" și era lăsată în pârloagă prima "sola", ciclul fiind reluat în anul următor. A patra metodă era asolamentul trienal prin intermediul căruia terenul agricol era împărțit în trei "sole", una fiind cultivată cu cereale de toamna, cea de-a două cu cereale de primăvară și cea de-a treia era lăsată în pârloagă, astfel, un ciclu complet dura trei ani.
Moina regulată și asolamentul bienal erau cunoscute din Antichitate, asolamentul trienal era o invenție medievală, fiind atestat din timpul Imperiului Carolingian de la sfârșitul secolului al VIII-lea, răspândindu-se între secolele IX-XIV în nordul Franței, Țările de Jos, Germania, Italia, Anglia și în unele zone din Europa estică. Avantajele erau considerabile prin facilitarea refacerii potențialului solului, iar cultivarea simultană a cerealelor de primăvară cu cerealele de toamnă diminua riscurile de catastrofă agricolă, pământul fiind temeinic lucrat, obținându-se producții mai crescute. Spre sfârșitul evului mediu au apărut forme complexe de asolament, cu cicluri de 4-6 ani, și cu sisteme de rotație complexă a culturilor cerealiere și a leguminoaselor, fiind utilizate pe unele ferme din Țările de Jos, Italia și Anglia.
Randamentele agricole variau de la o zona la altă în funcție de modul de cultivare a solului, de fertilitatea solului și de tehnicile agricole. Difereau de la an la an în funcție de hazardurile vremii și de prezența/absența dăunătorilor.
Între secolele IX-XIII, în Europa vestică a avut loc o creștere a randamentelor cerealiere. În perioada carolingiană randamentele cerealiere variau între 1,5:1 și 4:1, puțin peste 2:1 , după secolul al XII-lea, productivitățile nu mai scădeau sub 3:1, atingându-se deseori 4:1-6:1.
Civilizația cerealelor presupunea și o împletire dintre culturile de plante și creșterea animalelor. Boii și caii erau folosiți ca o forță de tracțiune la arat, iar lăsarea periodică în pârloagă a unor suprafețe oferă animalelor domestice pășuni apropiate de așezările umane. Bogăția precipitațiilor și ocuparea imperfectă a teritoriului au permis păstrarea suprafețelor împădurite întinse, favorizând menținerea unui număr semnificativ de animale. Pădurile ofereau fructe și vânat. În ciuda variației alimentare ce constă în carne, fructe, legume, miere, produse lactate, ouă, peste, băuturi, alimentația oamenilor din cadrul civilizației cerealiere a rămas dependentă în proporție de 70-80 % de cereale, consumate sub formă de fierturi sau pâine.
În Europa apuseană mai erau cultivate legume precum ceapă, usturoi, varză, napi, mazăre. Se cultivau puțini pomi fructiferi, cei mai frecvent menționați fiind merii, perii și prunii. În zona Mediteraneeană erau cultivate citricele și măslinii. Cornutele mari erau utilizate la tracțiune pentru lucrarea terenului, dar și pentru alimentație. În zona mediteraneeană erau crescute ovinele și caprinele. Germanicii creșteau porci, și foloseau grăsimile animale pentru gătit în proporții mari, pe când europenii din sud utilizau uleiul de măsline.
În nord era dominantă cultura viței de vie, fiind asociată cu creștinismul care îi oferea o utilizare rituală. Germanicii cultivau hamei pentru bere și preparau hidromelul din tipuri de cidru din fructe. În Evul Mediu Timpuriu era utilizat sistemul rotației bienale: după ce un teren era cultivat un an, era lăsat în pârloagă anul următor, fiind îngrășat în mod natural de animalele ce erau lăsate să pască. În lipsa depunerii sistematice a îngrășămintelor , pământul era epuizat în câțiva ani. De aceea, erau comise defrișări masive, iar vechile așezări erau abandonate. Se recolta de 3-4 ori mai mult sămânța folosită, iar în anii secetoși și mai puțin, de aceea, lumea europeană se află în permanență sub amenințarea foametei.
Pământurile ușoare din zona mediteraneeană erau lucrate cu plugul de lemn de tip roman, "aratrum", cu brăzdar de fier. În regiunile nordice, pământurile erau lucrate cu plugul greu-"Pflug"-de origine germanică. Avea brăzdar de fier și întorcea brazda  pentru a aerisi mai bine pământul. Ca să fie tras era nevoie de trei perechi de boi, astfel, erau utilizate brazde lungi. Forma parcelelor era rectangulară, cu lungimi mai mari decât lățimea. Cerealele erau măcinate cu râșnitele de mâna sau la mori de apă, care erau rare. 
Între secolele VII-VIII, clima s-a îmbunătățit, situația politică s-a stabilizat, astfel are loc o ameliorare a condițiilor economice. Are loc o creștere demografică lentă, dar sigură. Erau stimulate căutările pentru îmbunătățirea tehnicilor, astfel apar unelte de fier de calitate, ce duc la creșterea defrișărilor și stabilirea multor așezări noi ce se lărgesc.
Este răspândit sistemul de înjugare a animalelor cu tracțiune pe piept ce înlocuia tracțiunea de gât. Caii sunt potcoviți și apare scărița de șa, având efecte avantajoase pe plan militar. Suprafețele de teren erau lucrate mai rapid și mai ușor. Muncile agricole se pot face acum mai ușor, astfel, producțiile au crescut. Apare sistemul asolamentului trienal, prin care terenul între comunități rurale era împărțit în trei, dintre care o parte era semănată cu cereale de toamna-grâu, secară, o parte cu cereale de primăvară, folosite pentru hrănirea animalelor-orz, ovăz, mei, iar a treia parte era lăsată în pârloagă. Avantajul era obținerea a două recolte, ce oferea o stabilitate și securitate mai mari oamenilor împotriva capriciilor climatice, asigurând hrană acestora și hrană animalelor, și a cailor, care puteau fi utilizați la scară largă în muncile agricole sau în războaie.
Se conturează structura domeniului feudal, pământul fiind exploatat pentru profitul proprietarului-rezerva seniorală, iar pe de altă parte erau gospodăriile țăranilor dependenți. Rezervă seniorală cuprindea reședința seniorului, o parte a terenului arabil, pășunilor, viilor, pădurii, heleșteielor și lacurilor. Loturile de pământ lucrate de țăranii dependenți cuprindeau casele, grădinile de legume, parcelele de teren arabil. Unitatea de exploatare agricolă purta atunci denumirea de "mansa" în documente, în funcție de zona și de calitatea solului, având între 5-30 hectare. Țăranii puteau avea dreptul la exploatarea pădurii și pășunilor prin plata, să cultive viță de vie și pomi fructiferi. Obligațiile lor față de seniori erau în muncă sau în produse.
Prin intermediul creșterii populației, tehnicile pentru cultivarea pământului sunt îmbunătățite. Plugul greu permite lucrări calitativ mai bune, și este răspândit pe arii tot mai mari, contribuind la creșterea randamentelor. Potcovirea și noile sisteme de înjugare a animalelor au contribuit la creșterea productivității. Asolamentul trienal este impus la scară largă, permițând obținerea a două recolte pe an, oferind o mai bună garanție împotriva foametei. Caii sunt răspândiți, fiind utilizați și ca animale de lupta și ca animale de tracțiune. În zonele mediteraneene, unde climă caldă și uscată nu permite cultivarea cerealelor de primăvară, s-a recurs la culturi de graminee și leguminoase, oferind o diversificare a hranei. Apar morile de apă care înlocuiesc râșnitele de mâna, ușurând forță de muncă. Înmulțirea morilor de apă, instalațiile tehnice ce necesitau mari investiții se desfășoară în contextul răspândirii senioriilor. Seniorul îi silea pe țărani să le respecte monopolul, folosirea morii, cuptorului și teascului de vin sau ulei. Forța apei era utilizată și pentru prelucrarea fierului și pentru punerea în mișcare a fierăstraielor din secolul XIII. Din secolele XII-XIII sunt răspândite morile de vânt în zonele de coastă. Randamentele rămâneau slabe. Se constată însă creșterea randamentelor producției cerealiere datorită creșterii numărului de oameni.

#### Civilizația orezului
Civilizația orezului a apărut mai târziu, fiind atestată din mileniul II î.e.n. în Asia. Orezul era inițial cultivat în regim uscat. Treptat, s-a trecut la orezul inundat, realizat în Asia de sud-est. Orezul inundat sau orezul acvatic avea avantajul unei productivități mai mari decât cea a cerealelor, fiind cultivat în zone joase, pe văile râurilor, unde era solicitat un efort extraordinar pentru gestionarea resurselor de apă.
Între sec. VI-XII, sistemul de cultivare a orezului inundat a fost perfecționat în China, iar orezăriile s-a  extins în câmpiile sudice și centrale ale țării, slab locuite și parțial ocupată de mlaștini. China, care în antichitate era o civilizație a cerealelor, a fost scindată între o China a cerealelor în partea de nord și în zonele continentale înalte, și o China a orezului, în câmpiile din centru și sud-est. Dacă în antichitate, sudul era slab locuit și periferic, resursele alimentare semnificative generate de cultivarea orezului inundat au îngăduit o creștere demografică explozivă în sud, China orezului având o populație de două ori mai mare decât China cerealelor.
Saltul productivității agricole a sporit numărul oamenilor, populația Chinei crescând de la 50 de milioane de locuitori în mileniul I la peste 100 de milioane de locuitori în secolul XII. Productivitatea ridicată a orezului a îngăduit ca un număr sporit de oameni să se hrănească cu orezul produs de fermieri, aceștia dedicându-se activității non-agricole, ceea ce a contribuit la creșterea orașelor, a activităților meșteșugărești și comerciale.
China sudică din timpul dinastiei Song a ajuns regiunea cea mai intens urbanizată și dezvoltată economic la scară globală. Ocuparea teritoriului a fost inegală, densitățile crescute din câmpiile joase constrângând locuirea sporadică din zonele înalte. În câmpiile ocupate de numărul oamenilor ce cultivau orezul a eliminat pășunile și potențialul microbian sporit de inundarea periodică a terenurilor agricole ceea ce a condus la dispariția animalelor domestice, exceptând bivolii.
Consumul alimentelor de origine animală a scăzut, ceea ce a însemnat o scădere a nivelului de proteine, deci la scăderea taliei medii a populației. Bucătăria chinezească a căutat soluții pentru compensarea lipsei cărnii. Lipsa mijloacelor de tracțiune animală a generat o dependență sporită a transporturilor bazate pe energia umană. Creșterea populației a dus și la menținerea unui nivel scăzut a costului muncii umane, descurajând pe termen lung apariția unor inovații tehnice care să economisească forța de muncă.
Civilizația orezului s-a dezvoltat în China sudică și centrală. N-a rămas cantonată în lumea chineză, cultură orezului inundat fiind răspândit în Coreea, Japonia (din secolul al XVII-lea), Indonezia, Indochina, India nordică pe valea Gangelui, Irak și Egipt. Orezul a pătruns în Europa la sfârșitul evului mediu în epoca modernă timpurie, fiind o cultură marginalizată, limitată la comunități restrânse.

#### Civilizația porumbului
Civilizația porumbului a apărut în Mexic, în mileniul al II-lea î.e.n. Era cultivat porumbul sălbatic, cu știuleți de 2–3 cm, cu câteva zeci de boabe. Prin selecția semințelor, calitatea porumbului s-a ameliorat, iar randamentele au crescut, ajungându-se la 100:1.
Cultura porumbului s-a extins în America de Nord, America Centrală, precum și în partea nordică și vestică a Americii de Sud. Porumbul era cultivat și la altitudini înalte, pe platourile andine. A fost cultivat în simbioză cu alte plante cu randament ridicat, cu fasolea și dovleacul.
De asemenea, potențialul agricol era întregit de cartofi și tomate. Potențialul alimentar a sporit creșterea populației, cele mai mari densități fiind atinse în Mexic și Peru. În ciuda avantajelor, civilizația porumbului nu a cuprins întreaga America precolumbiană. În multe părți din America de Nord și America de Sud încă mai existau comunități de vânători-culegători.
America precolumbiană a păstrat până la cucerirea europeană o structura economică duală, caracterizată prin coexistența unor teritorii întinse și slab locuite de vânători și culegători pe teritoriile actuale ale Canadei, SUA, Braziliei, Argentinei, și a unor civilizații agricole cu populații numeroase, concentrate în Mexic, America Centrală și în vestul Americii de Sud, cu mari creații culturale și politice. 
Însă animalele domestice erau absente. Bovinele, cabalinele, porcinele și ovinele lipseau până la sosirea europenilor. Lama era domesticită în regiunile andine, fiind utilizată moderat. Tehnologia era încă la nivel eneoliticului, lipsind prelucrarea metalelor dure.
Absența cailor și armelor de metal s-a dovedit fatală în momentul sosirii europenilor. După descoperirea Americi, spaniolii au descoperit avantajele porumbului și l-au adus în Europa în secolul al XVI-lea, fiind cultivat masiv în Peninsula Iberică, în Italia, în Imperiul Otoman, extinzându-se în multe țări europene. A pătruns târziu în China, din secolul al XVIII-lea, prin colonizarea masivă a unor regiuni înalte, nefavorabile orezului. Extensia porumbului și aducerea cartofilor și tomatelor au avut loc până în secolul XVIII.

### Așezările
Chiar și după colapsul Imperiului Roman de Apus, s-au menținut domeniile extinse că "villae", fermele izolate și aglomerările rurale de tip "vici". După marile migrații, unele domenii "villae" din nord au fost abandonate, ori erau utilizate drept cătune cu scop de protecție pentru locuitori, datorită fortificării cu ziduri sau valuri de pământ.
Barbarii, ce locuiau în aglomerări rurale, au transplantat aceste structuri în zonele unde s-au stabilit. Biserica a contribuit la fixarea populației rurale, fiind unitatea administrativ religioasă. Locuințele erau din lemn, iar în nord, casele reuneau sub același acoperiș oameni și animale și erau alcătuite dintr-o singură încăpere destinată membrilor familiei. Deși terenul marilor domenii ale nobililor sau ale bisericii erau încă cultivate de sclavi supravegheați de vătafi până în secolul al VII-lea, numărul sclavilor tot scădea datorită lipsei surselor de aprovizionare și datorită eliberării acestora (această faptă fiind interpretată ca fiind "pioasă"). Mulți foști sclavi au primit o gospodărie proprie, însă erau obligați să plătească datoriile proprietarului.
Creșterea populației nesusținută de inovații tehnologice care să intensifice producția agricolă, creșterea obligațiilor asupra țăranilor și cucerirea unor noi teritorii de către regatele creștine au determinat vaste mișcări de populații în Europa prin intermediul colonizării rurale ce a început în secolul X și s-a încheiat în secolul al XIII-lea. Așezările vechi au fost lărgite prin defrișări sau desecări sau erau întemeiate noi așezări. Colonizarea rurală putea fi din inițiativa individuală a țăranilor, fie din inițiativă politică. Colonizări rurale inițiate de nobili și regi au avut loc în peninsula iberică după retragerea arabilor și consolidarea stăpânirii proprii, în care regii din Aragon, Castilia și Portugalia atrăgeau țărani din zonele învecinate din Franța. În secolele XI-XII, regii englezi au inițiat colonizări în Țara Galilor, Scoția sau Irlanda cu populații anglo-saxone, normande și flamande, miza fiind întărirea autorității lor în zonele cu populație celtică. De asemenea, au mai avut loc colonizări rurale minore în regatele creștine fondate în Palestina în urma cruciadelor.
Cele mai intensificate colonizări rurale au avut loc în estul Europei inițiate de germani din motivații politice și economice. 200 000 de persoane și-au părăsit locurile de baștină din spațiul german, îndreptându-se spre estul Europei.
Nobilii inițiau colonizări rurale pentru a atrage coloniști care să le valorifice terenurile necultivate. Apelau la intermediari "locatores", care în schimbul aducerii de țărani care contribuiau la cultivarea solului primeau privilegii. Aceștia beneficiau de cantități mari de pământ, devenind liderii noilor comunități, primari ai satelor abia întemeiate. Țăranii primeau o bucată de pământ, fiind obligați să-l valorifice pe o anumită perioadă, beneficiind de o scutire de obligații. Primeau libertate personală în zonele de colonizare, ceea ce-i determina să-și părăsească familiile și gospodăriile, pentru a se avânta într-o întreprindere care putea să fie riscantă.

#### Orașul
După colapsul Imperiului Roman, orașele antice nu dispar, ci sunt locuite, mai ales cele din spațiul peninsulei italice, menținându-se funcții religioase și politice, fiind reședințele episcopilor și a regilor germanici. Se disting sedii episcopale de la Roma, orașe ca Milano, Tours, Sevilla. Funcții de capitale ale regatelor barbare au avut Ravenna și Pavia în Italia, Paris, Orleans, Soissons și Tolouse în Gallia, Toledo în Spania, ceea ce indică o continuitate urbană. Dispare însă funcția productivă și cea comercială, rolul de centru meșteșugăresc și de schimb de mărfuri.
Între secolele IX-XI, orașele se dezvoltă odată cu progresul lumii rurale. Producția agricolă se intensifică, întreținând categorii non-agricole, ca meșteșugarii și negustorii. Creșterea populației duce la fondarea de noi așezări și se creează o cerere mărită de produse meșteșugărești. Schimburile comerciale se intensifică atât cantitativ cât și calitativ, ceea ce duce la o revigorare a vechilor orașe.
Centrele orașelor erau mănăstirile sau castele feudale ce ofereau protecție datorită zidurilor, sau un centru politic și administrativ, oferind o piață de desfacere pentru diferite produse, atrăgând cât mai mulți meșteșugari și negustori. Un iarmaroc sau un pod putea atrage schimburi de mărfuri, o întretăiere de drumuri de negoț sau un port putea constitui atracții pentru cei care își vindeau marfă și se stabileau acolo. S-au creat noi orașe în nordul, centrul și estul Europei.
Orașele erau conduse de un stăpân, care le acordă unele privilegii, dar tindea să-i asimileze pe orășeni cu locuitorii de pe domeniile feudale rurale. Se stabileau obligații în muncă, bani și produse, și erau aplicate reguli care nu se potriveau dinamismului ce caracteriza orașul. Meșteșugurile și comerțul nu se puteau dezvolta într-o servitute feudală, ce limita libertatea de mișcare și presupunea obligații materiale. Astfel, orășenii s-au organizat în comune, asociații ale locuitorilor unui oraș care se lega printr-un jurământ să acționeze laolaltă în scopul de a-și obține libertatea. La originea comunelor au stat și mișcările, care pe fondul războaielor feudale, încercau să impună "pacea divină", favorabilă vieții urbane și dezvoltării economice.
Cele mai mari acțiuni ale comunelor au avut loc în secolele X-XIII în zonele urbanizate, în nordul și centrul Italiei, Flandra, nordul Franței și Germania. Conflictele au devenit violente ori s-au ajuns la negocieri. Mișcarea comunală a fost îndreptată împotriva feudalilor laici și ecleziastici, aceștia rezidând în orașe, spre deosebire de cei care stăteau în castele de la țară, opunând o rezistență îndârjită cererilor orășenilor. 
Prin luptă, locuitorii orașelor au obținut privilegii, consfințite în "carte privilegiate", ce includeau libertatea personală a activităților meșteșugărești și comerciale. Orașele reprezentau un spațiu al libertății în occident. 
Orașele intrau deseori în conflict cu regii, încercând să dobândească autonomie. Uneori, orașele se coalizau, cum s-a întâmplat în cazul împăratului german, Frederic al II-lea care a fost învins de coaliția orașelor italiene. Regii din Franța au sprijinit mișcarea comunală împotriva seniorilor locali, dar au limitat autonomia orașelor din zonele pe care le controla direct.
Zidurile care înconjurau orașul indicau capacitatea defensivă a orașului împotriva atacurilor unor nobili, năvălitori atrași de acumularea de bogăție, împotriva țăranilor, armatelor străine. Clădirea și întreținerea zidurilor presupunea solidaritate între locuitorii orașului, întărindu-le sentimentul de identitate comună față de cei care nu erau locuitori cu drepturi depline în orașe, ca burghezii. Zidul împiedică expansiunea spațială a orașului, astfel, casele se dezvoltau pe verticală, cu mai multe etaje, precum și clădirea turnurilor. Cetățenii constituiau propriile lor instituții de autoguvernare, aveau loc dezbateri comune a problemelor , orașul cuprinzând spații publice, piețele centrale, locuri de adunare, și clădiri publice, case ale sfatului, palatele instituțiilor urbane ca signoria din orașele italiene. Orașul mai cuprindea și grădini de zarzavat, vii, câmpuri cultivate, iar pe străzile înghesuite și restrânse se plimbau în voie animale domestice ca porcii sau păsările, ce confereau un aspect semi rural. Aglomerația și lipsa igienei au contribuit la extinderea rapidă a epidemiilor și creșterea mortalității.

### Mineritul
Sectorul extractiv cuprindea extracția sării din saline și a pietrei pentru construcții, cât și mineritul, prin extragerea și rafinarea metalelor. În multe regate exploatarea resurselor subsolului era considerată monopol al monarhiei, exploatațiile fiind modeste, realizate de grupuri mici de oameni, care utilizau unelte rudimentare. 
Din secolul XV, multe mine de argint și de cupru din Europa centrală au fost exploatate, filoanele superficiale au fost epuizate, exploatațiile încetând în secolele XIV-XV. Utilizarea pompelor a îngăduit evacuarea apei și pătrunderea la adâncimi mari, fiind descoperite noi metode de separare a metalelor din minereu, sporind rentabilitatea acestuia. 
Noile metode de exploatare au necesitat investiții colosale, nefiind la îndemână grupurilor tradiționale de lucrători mineri. Inițiativa a fost preluată de negustori din orașe ca Augsburg și Nurenberg, ce au organizat activitatea sub forma unor mari întreprinderi de tip capitalist, axate pe un calcul sever al rentabilității. 
Investițiile considerabile, îmbunătățirile tehnice și organizatorice au îngăduit o creștere semnificativă a producției miniere din regiunea Europei centrale în ultima treime a secolului al XVI-lea. Intensificarea extragerii minelor de argint și de cupru din Austria, Germania, Cehia , Slovacia, nordul Ungariei și Transilvaniei, au prilejuit concentrarea unui număr considerabil de lucrători în noile orașe miniere. 
Spre secolul al XVI-lea, multe dintre minele de argint au intrat în declin în Europa centrală datorită epuizării filoanelor bogate și accesibile la nivelul tehnologic al epocii, și datorită afluxului de argint relativ ieftin din America ce a contribuit la scăderea prețului argintului comparativ cu cel al aurului și celorlalte mărfuri. Multe dintre progresele tehnice și organizatorice înregistrate în mineritul central-european au fost difuzate în multe părți ale lumii, aplicate la minele de argint, cupru, fier și cărbune.

### Meșteșuguri
Sectorul prelucrător a cuprins o gamă variată de activități: meșteșuguri alimentare-morăritul, brutăritul, tranșarea și conservarea cărnii, prepararea lactatelor și a băuturilor alcoolice; meșteșuguri pentru producerea îmbrăcămintei-pielăritul, torsul, țesutul, croitoria, blǎnǎritul, cojocăritul; olăritul, meșteșuguri pentru obținerea și prelucrarea metalelor, meșteșuguri pentru construcții și de producere de obiecte gospodărești. 
Ca centru de producție și de desfacere, orașul era caracterizat de prezența meșteșugarilor. Un rol important l-au avut meșteșugurile textile, ca postovăritul din orașele italiene, Flandra, nordul Franței, Anglia și Germania. Erau meșteșuguri pentru prelucrarea metalelor pentru a obține unelte și arme, cele legate de construcții, șantierele navale, cele alimentare (brutării și măcelarii). Meșteșugurile erau practicate de meșteri patroni, care aveau un atelier în care lucrau câțiva lucrători salariați (calfe) și ucenici. 
Perioada de ucenicie începea din adolescență, și în funcție de meșteșugul învățat, putea dura 2-12 ani. După terminarea perioadei de ucenicie, dacă își dovedea competență profesională printr-o probă desfășurată în fața membrilor breslei, ucenicul devenea calfă, lucrător salariat, dacă nu putea să-și deschidă un atelier.
Au existat forme de organizare a activității, cuprinzând ateliere meșteșugărești simple, ateliere subordonate breslelor, manufacturi concentrate și manufacturi dispersate.  Meșteșugurile nu erau practicate de persoane care nu aveau o specializare strictă, îndeosebi de țărani care își produceau o parte dintre cele necesare, sau care își completau veniturile lucrând pentru proprietarii manufacturilor urbane. O parte din activitatea meșteșugărească era concentrată în orașe, meșteșugurile sătești sau domeniale având o pondere semnificativă. Ponderea producției meșteșugărești rurale era mare, meșteșugurile urbane fiind superioare calitativ. Reglementările meșteșugărești s-au înmulțit, acestea fiind asociații meșteșugărești și comerciale denumite bresle sau ghilde pentru a asigura o echitate în posibilitățile de câștig și pentru a proteja interesele celor care doreau să activeze în aceeași profesie sau profesii înrudite. Breslele au depus un efort de protejare a intereselor economice ale membrilor lor și de limitare a concurenței, având un rol important în stabilirea și impunerea unor standarde calitative ridicate pentru produsele meșteșugărești. 
Breslele reglementau aprovizionarea cu materii prime, cantitatea și calitatea producției, desfacerea produselor și nivelul salariilor. Fiind cristalizate în secolele XII-XIII, breslele au îngrădit concurența, asigurând un trai decent membrilor și garantând un nivel ridicat al calității produselor realizate în ateliere.
Regulamentele de breaslă se bazau pe o bună cunoaștere a cererii, în orașul medieval aceasta nefiind elastică, menținându-se timp de decenii la niveluri apropiate, precizând clar cât producea fiecare atelier, cu cât era vândută producția, de unde se realiza aprovizionarea cu materie primă, care era timpul de muncă permis (munca era interzisă pe timp de noapte pentru a preveni incendiile și pentru a limita producția), care era salariul maxim ce era plătit lucrătorilor.
Cei care nu erau incluși în breaslă nu puteau desfășura activități economice în oraș. Mobilitatea socială în cadrul breslelor era crescută, după perioada de ucenicie, calfa putea accede la statutul de meșter. Proba de măiestrie ce juca rolul unui examen era costisitoare, pretinzându-se materiale tot mai scumpe pentru realizarea produsului. Noul meșter era obligat să organizeze un banchet pentru confrați și să-și deschidă un atelier propriu. Funcția de meșter și atelierele puteau fi transmise pe cale ereditară.
În timpul crizei din secolul al XIV-lea, calfele erau în situația de salariați fără posibilitatea de a-și schimba statutul, breslele se confruntau cu falimentul, iar în Flandra, Italia și Germania se desfășurau mișcări.
Aveau să apară relații de producție de tip nou, cele capitaliste, ce presupuneau o libertate mai mare în ceea ce privește concurența, salariile, timpul de muncă, inovațiile tehnice. Breslele ce asigurau protecția membrilor și a permis o dezvoltare a meșteșugurilor medievale au înfrânat progresul tehnic și dezvoltarea relațiilor capitaliste. Concurența cu întreprinzătorii capitaliști s-a dovedit fatală breslelor ce au dispărut treptat.
S-au dezvoltat primele manufacturi, ce erau întreprinderi capitaliste organizate pe baza diviziunii tehnice a muncii: segmentarea fluxului tehnologic în operațiuni simple și efectuarea lor de către lucrători diferiți a diferitelor operațiuni sau succesiuni de operațiuni, întregul proces fiind controlat de deținătorul de capital, care cumpăra materia prima și plătea salariile lucrătorilor. 
Diviziunea tehnică a muncii a fost atestată din antichitate pe unele șantiere, manufacturile capitaliste fiind apărute recent.
Primele manufacturi capitaliste au apărut în sectorul textil, în producția de postav din Flandra și Toscana la sfârșitul secolului XIII. Manufacturile din sectorul textil erau dispersate, bazate pe sub contractarea unor activități către lucrători din mediul rural, plătiți cu salarii mici și nu erau legați de reglementările rigide ale breslelor urbane.
Către sfârșitul evului mediu s-au dezvoltat manufacturi concentrate, ca cele din sectorul metalurgic, sau tipografiile care s-au răspândit în Europa apuseană și centrală după inventarea tiparului cu litere mobile, de către Gutenberg la mijlocul secolului al XV-lea. Cele mai mari manufacturi concentrate erau șantierele de construcții navale, acestea fiind șantierele de la Amsterdam de la sfârșitul secolului al XVI-lea, în care este introdusă standardizarea pieselor pentru construirea corăbiilor cu pânze de tip "fluyt".
Textilele ocupau primul loc pe piață. Nu toate erau produse pentru piață. În multe părți ale lumii, o parte din populație preferă să-și producă materialele pentru îmbrăcăminte. La nivelul elitelor și cel al populației urbane, materialele textile din lână (postavuri), din in (pânzeturi), din bumbac, mătase sau materiale compozite erau procurate prin comerț.
Producția textilelor pentru piață s-a dezvoltat în evul mediu timpuriu în Bizanț, în lumea arabă, în India și China și târziu în Europa apuseană.
Din secolul al XIII-lea, câteva mici regiuni europene ca Flandra și Toscana s-au specializat în producția de masă a postavului, realizată în manufacturi care utilizau materii prime de import și vindeau produse pentru consumatori din zone îndepărtate geografic.
În secolele XIV-XV producția postavurilor pentru piețe non-locale s-au extins în multe părți ale Europei. Pânzeturile erau produse și comercializate în masă, în timp ce bumbacul, mătăsurile și stofele scumpe erau comercializate în cantități mici.
În sec. XV-XVI s-au produs mutații la nivelul postovăritului european. Cea mai importantă a fost tranziția la "noua postovărie" producerea unor postavuri mai subțiri, care nu rezistau decenii, ca să fie transmise descendenților timp de 2-3 generații, fără să fie uzate, dar care erau mai bine finisate, mai atrăgătoare și mai ieftine. S-au produs mutații în competiția europeană între diversele regiuni producătoare.
Vechile centre manufacturiere din Flandra și Toscana și-au pierdut pozițiile din cauza salariilor ridicate, preferând să se specializeze în producția de textile scumpe de lux, care puteau fi cumpărate doar de un număr mic de consumatori. Au existat tentative de a dezvolta postovăritul în țările producătoare de lână, ca Spania și Anglia.
Rezultatele au fost divergente, Spania eșuând să devină un mare producător de postav datorită alungării evreilor în 1492 și favorizații exporturilor de lână spaniolă spre Flandra de către Carol Quintul în dauna postăvarilor spanioli. Anglia a descurajat exporturile de lână brută, devenind unul dintre principalii producători europeni în secolul XVI, postavurile englezești fiind vândute într-o mare parte a Europei continentale. Rolul Flandrei a scăzut, rolul Olandei a crescut, care pe lângă producția proprie de postavuri, s-a specializat în finisarea postăvurilor englezești pentru piețele continentale, ceea ce îngăduia capitaliștilor olandezi să-și însușească profituri semnificative.

### Comerțul și transportul
După colapsul Imperiului Roman de Apus, rețeaua de drumuri romane n-au mai fost întreținute, cauzând îngreunarea sau încetarea transporturilor. Fiind înguste, având scop militar pentru deplasarea trupelor, nu erau potrivite pentru transportul cu marfă în cantitate mare, de aceea erau utilizate drumuri străvechi. Înainte să fie descoperit sistemul de înjugare a animalelor, cu tracțiune pe piept, caii erau folosiți doar pentru șarete cu două roți, iar boii trăgeau care mari cu patru roți, cu o viteză de 3 km/ora. Pentru transport erau utilizate fluviile și râurile, permițând un transport rapid în condiții mai bune a mărfurilor de volum mare precum cerealele, lemnul, vinul, uleiul, sarea. Marea Mediterană era principala intersecție a drumurilor comerciale dintre Est și Vest, până la expansiunea islamică. În Marea Nordului sau Marea Mânecii, erau desfășurate expediții de jaf sau colonizare de către anglo-saxoni sau vikingi, dar și expediții comerciale.
Schimburile comerciale s-au diminuat. Se mai mențineau legăturile cu Imperiul Bizantin, întreținute de negustorii sirieni sau evrei. Se bătea moneda de aur în regatul franc. Treptat, circulația monetară s-a redus. Apar monede noi, de argint, ca sceattas din lumea frizonă și din insulele britanice. Odată cu ruralizarea societății, orașele decad ca centre de producție, păstrându-și doar rolul politic și religios.
Dinarul de argint emis de carolingieni a înlocuit vechea moneda de aur bizantină , devenită din ce în ce mai rară și puțin adecvată unor schimburi de mică valoare, desfășurate pe plan local. După secolul al VII-lea, odată cu expansiunea islamică, comerțul din Marea Mediterană dintre Vest și Est dispare.
Centrul comercial se deplasează astfel spre nord, mai ales în Franța de azi, unde apar porturi noi, ca Quentovic pe țărmul râului Canche, Durstede în delta Rinului. Orașele renasc economic, sunt practicate activități meșteșugărești pe scară largă.
Comerțul devine o activitate specific urbană, desfășurat în arii europene, ca Italia de nord și centrală, Flandra și nordul Franței, vestul și sudul Germaniei, litoralul Marii Baltice, sudul Angliei. În 1356, orașele din zona baltica și a Marii Nordului s-au unit într-o asociație internațională, "Hansa", care domina comerțul din regiune. Negustorii s-au organizat în ghilde, asociații profesionale care le apărau interesele.
Circulația monetara și operațiunile bănești prin intermediul zarafilor și cămătarilor s-au intensificat. În condițiile creșterii schimburilor comerciale din secolul XIII, a reapărut moneda de aur, Florinul la Florența sau Ducatul la Veneția.
La sfârșitul evului mediu existau mai multe forme de organizare a activității comerciale: schimburi directe dintre producători și consumatori, realizate cu ocazia târgurilor săptămânale, fie prin vânzarea directă a produselor de către meșteșugari urbani în ateliere ce serveau ca prăvălii; comerțul practicat de negustorii ambulanți care își însoțeau marfa dintr-un loc în altul și comerțul en-gros, practicat de mari negustori sedentari, ce își realizau afacerile cu ajutorul unor agenți comerciali, asociați minori și parteneri de afaceri cu care comunicau prin corespondență comercială.
Au apărut primele forme de asociere, de la întovărășiri simple de tip "commenda" până la companiile comerciale de tip familial, care îmbinau activitățile comerciale cu operațiunile monetare și de credit. Companiile familiale cu activități diversificate au proliferat în secolele XV-XVI, cele mai importante fiind cele italiene, florentine și genoveze, precum și cele germane, ca cel al companiei familiei Fugger din Augsburg.
S-au impus noi forme de organizare comerciale: companiile privilegiate și companiile anonime pe acțiuni. Companiile privilegiate sau regulate au fost înființate pe baza unor  carte de privilegii  acordate de puterea politică din anumite state, prin care membrilor companiei li se garanta monopolul exercitării comerțului cu o anumită țară sau regiune, în schimbul plății unei anumite sume de bani, de multe ori , companiile asigurând membrilor lor anumite facilități colective. Întrețineau consuli și depozite în țările cu care făceau comerț, stabilind reguli generale și taxe pentru activitățile desfășurate de membri. Fiecare membru era liber în cadrul acestor reguli să-și conducă afacerile cum socotea de cuviință. În secolul al XVI-lea printre cele mai mari companii cunoscute și privilegiate erau cele engleze: Compania negustorilor temerari (creată în 1486) , Compania Moscovei (1553) și Compania Levantului (1583).
Companiile anonime pe acțiuni erau alcătuite pentru a permite concentrarea unor mari capitaluri, necesare operațiunilor comerciale de anvergură. Spre deosebire de companiile privilegiate, în cadrul companiilor pe acțiuni participațiile diferiților negustori erau administrate în comun de către un consiliu de administrație, ales și responsabil în față acționarilor. Cele mai importante companii erau Compania Unită a Indiilor Orientale (fondată la Amsterdam în 1602) și Compania Indiilor Orientale fondată în 1600 în Anglia. Companiile erau specializate cu precădere în comerțul de mare distanță, asumându-și funcții administrative și militare în colonii. Unele instituții bancare s-au organizat sub formă unor companii pe acțiuni, un rol având Banca de schimb din Amsterdam din 1609.
Comerțul local lega un centru urban de satele din jur, efectuat cu ocazia târgurilor săptămânale, a cărui condiție de baza era că țăranii veniți la târg să poată parcurge drumul dus-întors într-o singură zi, având timpul necesar perfectării tranzacțiilor. Un târg atrăgea țărani din așezări mai depărtate de 20 de km foarte rar.
Comerțul la mare distanță era și intercontinental, desfășurându-se cu mărfuri de lux cu valoare mare la un volum mic, fiind mai ușor de transportat, ca mirodeniile, metalele prețioase, mătasea și textilele scumpe, armele și blănurile.
Comerțul la distanță medie era regional sau inter-regional, desfășurându-se cu o rază de sute de kilometri, fiind transportate produse de larg consum, vitale, voluminoase și greu de transportat, ca cerealele, sarea, vinul, animalele vii, postavurile de larg consum, pânzeturile, lână, produse care erau atrase de polii cererii reprezentați de orașele mijlocii și mari, ca și de marile armate.
Dezvoltarea acestui comerț cu bunuri de larg consum și accentuarea diviziunii inter-regionale a muncii a reprezentat una dintre trăsăturile cele mai pregnante ale modernizării economice. Una dintre inovațiile europene în funcționarea comerțului cu bunuri de larg consul a fost bursa, care era o instituție-piață, unde agenții economici efectuau tranzacții de baza pe eșantioane sau de standarde acceptate ale diferitelor mărfuri.
Prima bursă din Europa a fost cea de la Anvers fondată în 1460, dar reorganizată pe baze moderne, cu afișarea zilnică a cursurilor pentru diverse mărfuri, din 1531. Alte burse au fost înființate la Amsterdam în 1530 și la Londra în 1568. 
Au existat diverse mijloace de plata, ca trocul, moneda și creditul.
Trocul constă în schimburile de mărfuri. Cele mai întâlnite monede erau cele metalice, din aur, argint sau metale comune utilizate pentru tranzacții mărunte pe piețele locale. Erau utilizate și cvasi-monede primitive, ca scoici, boabe de cacao, vârfuri de săgeți. Creditul a constat în vânzarea de mărfuri cu plata întârziată, cât și transferurile financiare cu ajutorul cambiilor (scrisori de schimb), folosite din evul mediu, răspândite graduat, prin andosare fiind valorificate de alte persoane decât de beneficiarii lor inițiali. Statele au trecut de la datoria flotantă pe termen scurt la datoria consolidată pe termen lung, realizată în orașele italiene și adoptată în secolul XVI în Spania, Franța și Provinciile Unite.
Capitalismul , ca sistem economico-social prin care mijloacele de producție nu erau deținute de producătorii direcți, ci de deținătorii de capitaluri, ar fi apărut în secolul al XVI-lea și s-a dezvoltat în Anglia secolului al XIX-lea conform lui Karl Marx. Capitalismul constă în relații de proprietate de tip capitalist, o proprietate deplin garantată, o economie de schimb generalizat de mărfuri și un mod de producție bazat pe relația dintre capital și forță de muncă salarizată, cu o structură de clasă axată pe construcția dintre burghezie și proletariat.
Werner Sombart susține că spiritul capitalist a apărut ca o căutare rațională a unor soluții de maximizare a profitului, acesta dezvoltându-se în mai multe etape: comercial, industrial și financiar și că evreii au avut un rol crucial în dezvoltarea sa.
Immanuel Wallerstein a avut o viziune structuralistă. A pornit de la problema subdezvoltării post-coloniale a țărilor subdezvoltate, considerând că lumea trebuie înțeleasă ca un întreg. Respinge ideea împărțirii lumii și pune în centrul analizei sale sistemele definite prin auto-suficiență economică, politică, culturală.
Se disting: mini sistemele, în care entitățile din aria de diviziune a muncii coincid cu aria de cuprindere politico-militară și cu aria de cuprindere culturală; imperii univers-sisteme în care o putere politico-militară domină în multe arii de diviziune a muncii; și economia univers-capitalistă: o arie unică de diviziune a muncii pe cuprinsul căruia coexistă mai multe state și multe arii culturale, între părțile ei componente fiind interacțiuni vitale, unitatea sistemului fiind economică.
Existând puteri politice, există o echilibrare reciprocă dintre acestea ce oferă o libertate mare pentru deținătorii de capital. În cadrul sistemului regiunile ocupă una dintre poziții structurale: centru, periferie și semi-periferie. Pozițiile puteau fi schimbate de-a lungul istoriei, existând o ierarhie. Economia univers-capitalistă a apărut în Europa în secolul al XVI-lea și a încorporat restul sistemelor coexistente, devenind globală abia în secolul al XIX-lea, prin intermediul imperiilor coloniale.
Din perspectiva lui Fernand Braudel, capitalismul nu este o epoca istorică diferită de feudalism sau antichitate, nici un mod de organizare economică, ci un nivel sau un etaj al economiei unde se desfășoară operațiunile capitaliștilor. Economia cuprinde trei nivele: nivelul I-civilizația materială, economia de subzistență, cea pentru autoconsum, care este cea mai extinsă; nivelul II care reprezintă piață bazată pe cerere-oferta și pe agenții economici de diferite dimensiuni, și nivelul III-capitalismul, în care operează marii deținători de capitaluri, cu putere economică care poate să distorsioneze piață, având interesul să o facă pentru ei pentru un profit cât mai mare.
Capitalismul reprezintă astfel un nivel al economiei dominat de marii capitaliști în căutare de super profituri. Capitaliștii evitau imobilizarea capitalurilor și excelau prin oportunism și mobilitate.

## Structuri politice

### În Europa
Sunt dificultăți în ceea ce privește definirea statului medieval. Acesta ar reprezenta un ansamblu de instituții care exercitau puterea în mod oficial pe un anume teritoriu sau asupra unei comunități. Structurile politice de tip statal se distingeau în monarhii și republici. Statele de tip monarhice predominau, în timp ce statele de tip republican erau de cele mai multe ori orașe-state având în frunte demnitari cu titluri extrase din terminologia monarhiilor, ca Republica Venețiană, ce era condusă de un doge (termen propriu pentru duce). 
În perioada de după destrămarea imperiului carolingian, au prevalat tendințe de fărâmițare politică, precum și o slăbire a puterii regale. Multe state au fost expuse la un proces de centralizare politică ce a constat în : unificarea teritorială și clădirea unor instituții care să asigure exercitarea durabilă a puterii centrale. Procesul de centralizare politică necesită asigurarea colaborării diverselor stări privilegiate de către monarhie, prin convocarea unor adunări de stări. În unele state, adunările de stări s-au instituționalizat - monarhii ale stărilor. Monarhii au încercat să evite limitarea puterii lor de către adunările de stări, determinându-i să-și concentreze întreagă lor putere politică la nivelul regalității - monarhii absolutiste.
Entitățile politice în evul mediu erau : șefiile tradiționale de tip tribal, monarhiile teritoriale și republicile urbane. Au existat state care nu se încadrau în nici unul dintre aceste tipuri, ca statul papal ce cuprindea o serie de elemente monarhice, principiul infailibilității papei ca sursă a absolutismului papal, dar care funcționa pe principii antidinastice, papii fiind aleși și obligați la celibat, blocând transmiterea ereditară a funcției. Provinciile Unite s-au organizat în 1579-1581 ca o federație teritorială a șapte provincii, depășea cadrele urbane și substituia regelui Spaniei un "stadhouder" (regent), ale cărui puteri erau însă drastic limitate, structura fiind mai degrabă o republica decât o monarhie.
Șefiile tradiționale de tip tribal erau cele mai răspândite, fiind instabile structural, instituțiile fiind absente, acestea fiind considerate a fi "formațiuni pre-statale". Șefiile de tip tribal se găseau în Asia Centrală, nordică și sud-estică, în Africa sud-sahariană, în Americi, în Australia și Oceania, precum și în Europa nordică, răsăriteană și sud-estică, acestea fiind eliminate, subordonate sau marginalizate de monarhiile teritoriale. Șefiile tribale se bazau pe puterea militară și pe carismă dobândite de un lider al comunității tribale. Un lider subordona mai multe comunități tribale, alcătuind uniuni de triburi efemere. Se confruntau cu problema asigurării continuității puterii lor și cu conflictele dintre triburi ce compromiteau construcția politică. O șefie tribală ce rămânea doar la un cadru tribal restrâns putea fi vulnerabil în față cuceritorilor din afară. Șefiile erau convertite astfel într-o putere monarhică la nivelul unor comunități restrânse, ce se puteau identifica ușor cu liderul lor: ca exemplu, imperiile sahariene ca Ghana, Mali și Songhai, ce încetau să mai fie șefii tradiționale de tip tribal, adoptând un sistem politico-economic "comunitar-comercial" prin intermediul contactelor comerciale și schimburilor cu arabii. Acestea impuneau tribut redus populației rurale cu care statul interfera extrem de puțin, iar principala sursă de venituri reprezentau taxele asupra comerțului cu articolele de lux și mărfuri rare și scumpe. Statele continuau să își mențină existența în condiții de "comunism primitiv", bazându-se pe proprietatea comună de tip tribal, comunitatea sătească fiind autarhică și închisă față de lumea exterioară. Diferențierea socială era pronunțată la nivelele superioare ale aparatului de stat ce deținea monopol asupra colectării tributului și impozitării comerțului. Elita conducătoare era formată din șeful statului, curtea sa de nobili și colectorii de triburi și taxe și marii proprietari de sclavi. Elita era redutabilă militar. În comunitățile sătești, societatea era nediferențiată și străină de viață politică, neimplicându-se în viață economică a statului. Statul comercial era mai centralizat și mai superficial decât statul feudal. Funcționarea statelor comunitar-comerciale depindea de comerțul la mare distanță, suveranii căutând să atragă negustorii străini. În cazul în care comerțul la mare distanță nu mai funcționa, sau aducea mai puține venituri, se trecea la o exploatare mai intensivă a producătorilor agricoli aflați în teritoriul lor. Dacă tranziția spre monarhiile teritoriale eșua, imperiile se destrămau.
Monarhiile teritoriale au luat naștere prin impunerea stăpânirii unui grup cu potențial militar ridicat asupra unui teritoriu întins și asupra unei populații cu un număr mare de producători, majoritatea agricultori. Monarhul care conducea purta titluri diverse ca : împărat, rege, șah, calif, sultan, țar, cneaz, domn, principe. Formele de structurare a societății erau diverse. Societatea era divizată în monarhul care își pretindea originea divină și dreptul familiei/dinastiei sale de a domni; categorii cu statut social privilegiat, cu atribuții speciale în funcționarea aparatului de stat, beneficiind de roadele muncii altor persoane și populația, formată din supuși, cu statute sociale diverse, ce trebuia să cedeze o parte din roadele muncii lor direct categoriilor privilegiate și statului.
Unele monarhii teritoriale foarte întinse își afirmau vocația universală, având idealul de a cuprinde întreagă lume, ca Imperiul Chinez, statele ca Bizanțul, Imperiul Carolingian, Imperiul Romano-German ce revendicau tradiția imperială romană, Califatul Arab, Imperiul Mongol, Imperiul Otoman, Imperiul Incaș sau imperiul lui Carol Quintul. Papalitatea avea de asemenea vocație universală. Totuși, și cei mai aprigi războinici cuceritori trebuiau să recunoască existența altor state și instituiau familii simbolice ca regi, suveranii erau vasalizați, cooperarea fiind preferabilă unei confruntări, conciliind ideologiile universale cu exigențele realismului politic. Existau și monarhii cu vocație limitată, ai căror monarhi aveau o viziune modestă asupra rolului lor, preferând să-și limiteze pretențiile asupra unui număr finit de teritorii, îngăduind flexibilitate în stabilirea relațiilor dintre state, că regatul Franței, regatul Angliei, Polonia, Cehia, Ungaria, Țările Române, Suedia, Danemarca, Scoția, Portugalia etc.
Republicile Urbane reprezentau o formă mai puțin răspândită de organizare politică în evul mediu și în epoca modernă timpurie. Republicile urbane nu erau o continuitate la orașele-stat antice, ci creații politice de specific medieval. Ele au luat naștere unde succesul mișcării comunale a îngăduit orașelor să dobândească o autoguvernare deplină, slăbind autoritatea statală a monarhiilor teritoriale. Veneția, după multă vreme sub dependență Bizanțului, s-a desprins în secolele XI-XII, evitând și dependența față de Imperiul Romano-German sau de papalitate. Au apărut și alte orașe-state în Italia, Germania și Țările de Jos, dar care continuă să recunoască suzeranitatea germană sau a altor principi teritoriali. Republicile urbane erau lipsite de independența deplină, fiind numiți magistrați aleși, cu titluri cu rezonanță nobiliară sau antică (consul, doge, podestă), precum și de unul sau mai multe consilii. Regimurile urbane erau clasificate în regimuri patriciene, regimuri corporative și regimuri ale senioriei personale.
Sistemele politice ale republicilor urbane erau adaptate dimensiunilor unor orașe-stat, dar unele și-au extins teritoriul asupra zonei rurale înconjurătoare (cotado) și asupra altor orașe și provincii întregi. Veneția a cucerit în sec. XII-XV multe teritorii de pe țărmurile Marii Adriatice și din bazinul oriental al Mediteranei, și din nord-estul Italiei (Terra Ferma) formând un imperiu colonial. Florența și Genova și-au constituit stăpâniri teritoriale semnificative. Republicile urbane au instituit forme complicate de asociere/dominare a teritoriilor și orașelor subordonate.
Dar multe orașe-stat erau vulnerabile în fața atacurilor monarhiilor teritoriale. Dezvoltarea artileriei de asediu a sporit vulnerabilitatea zidurilor care protejau eficient multe orașe. Multe orașe au fost subordonate de monarhii în sec. XV-XVI, republicile urbane fiind transformate în principate teritoriale, ca Florența, ce a devenit ducat în 1532 după capitularea din 1530 în față armatei spaniole, apoi mare ducat al Toscanei în 1569. Veneția și-a păstrat independența până în 1797, dar a pierdut o parte din imperiul său colonial în confruntările cu Imperiul Otoman, evitând conflicte în Italia.
Provinciile Unite au fost constituite în contextul revoltei anti spaniole a Țărilor de Jos, când multe provincii și orașe au refuzat înțelegerea cu regele Filip al II-lea al Spaniei și au format Uniunea de la Utrecht în 1579, iar în 1581 l-au declarat pe regele Spaniei oficial decăzut din calitatea de suveran al Țărilor de Jos și și-au proclamat independența, recunoscută oficial de Spania în 1648. Provinciile Unite au fost unul dintre cele mai urbanizate state din sec. XVI-XVIII, dar orașe ca Amsterdam aveau o poziție dominantă economic. Statul era formal o uniune de provincii, iar în adunările de stări ale provinciilor și în adunarea comună a provinciilor (Statele Generale) erau reprezentate orașele și teritoriile rurale controlată de nobilime. Deși autoritatea supremă le revenea Statelor Generale, care respectă drepturile sociale ale provinciilor, o parte din puterea executivă era deținută de un stadhouder desemnat tradițional dintre membrii familiei de Orania. Structura politică republicană includea și o demnitate cu trăsături cvasi-monarhice.
Toate statele și instituțiile politice s-au confruntat cu probleme comune. Prima era asigurarea monopolului asupra exercitării legitime a violenței pe teritoriul statului respectiv, implicând asigurarea supremației militare asupra supușilor, respingerea altor state de a cuceri teritoriul, reprimarea forțelor concurente în exercitarea violenței, interzicerea războaielor particulare ale nobililor, desființarea armatelor și fortificațiilor nobiliare particulare, extinderea acțiunii justiției regale asupra supușilor, eliminarea treptată a justiției nobiliare și privilegiilor jurisdicționale asupra categoriilor privilegiate. Monopolul asupra exercitării violenței a fost imperfect, statele nereușind să elimine pe deplin formele sub-statale de exercitare a violenței, cele mai multe forme fiind asimilate crimelor și supuse unei represiuni sistematice.
Cea de-a două problema era asigurarea legitimității corespunzătoare unor norme juridice, morale sau unor tradiții consacrate. Erau trei tipuri de legitimitate emise de Max Weber: legitimitatea rațională, realizată prin raportarea la anumite reguli fixate legal sau prin acord politic; legitimitatea tradițională, prin care puterea era acceptată deoarece ce conformă unor cutume fixate treptat în timp și legitimitatea carismatică, puterea fiind acceptată datorită unor calități speciale al persoanei sau dinastiei care o exercită.
Pentru a-și legitimă puterea, monarhii au utilizat o varietate de mijloace. Afirmarea dreptului dinastic ce era menit să excludă concurenții și transmiterea funcției doar în cadrul familiei/dinastiei domnitoare, deși erau cazuri în care stările privilegiate și-au afirmat dreptul de a alege suveranul fără a fi legat de principiul dinastic, ca în Imperiul Romano-German sau în Polonia după stingerea dinastiei Iagiello. Afirmarea originii divine a puterii monarhului constă prin afirmarea legăturii speciale dintre monarh și divinitate. Marele Incaș se consideră "Fiul Soarelui", în multe state politeiste, suveranii declarându-se descendenții zeilor. În statele europene creștine s-a adoptat practica ungerii monarhului, ca formă de transmitere a unui har de origine divină. În Islam, califii erau considerați locțiitori ai profetului și șefi ai comunităților credincioșilor, exponenți ai voinței lui Allah. Afirmarea rolului monarhului de promotor al păcii și garant al justiției încuraja supușii de a se adresa justiției regale ce era o formă de de-legitimare a oponenților politici și de impunere a monopolului regal asupra exercitării legitime a violenței, de propagare a mitului monarhului bun. Monarhul își afirmă rolul de a proteja supușii în față oricăror amenințări din interior și exterior. Distribuirea de răsplăți pentru persoanele sau grupurile sociale care serveau monarhul, răsplățile erau astfel împărțite sub formă de bani, domenii, funcții, ranguri, distincții, privilegii, reprezentând o formă de cointeresare a elitelor în bună funcționare a statului.
O altă problema era asigurarea mijloacelor materiale necesare pentru funcționarea aparatului de stat. Surplusurile puteau fi răpite producătorilor direcți, fiind însușite și consumate la nivel local. Statele au inventat diverse sisteme prin care surplusurile erau alocate slujitorilor suveranului, militarilor, civililor, care purtau titluri. Veniturile condiționate de efectuarea anumitor slujbe, "prebende", tindeau în timp să scape controlului statului, și se transformau din concesiuni de venituri în proprietăți ereditare asupra pământului și oamenilor. Pe lângă veniturile obținute prin exploatarea producătorilor agricoli, distribuite că prebende, suveranii medievali dispuneau și de veniturile domeniului propriu, de venituri provenind din monopolurile regale-vămile, bogățiile subsolului, baterea monedei, împărțirea justiției în ultima instantă, venituri provenite din prăzi, confiscări de averi, moșteniri. Odată cu sporirea ponderii comerțului și monetizării crescânde a economiei, nevoile de bani au crescut, statele încercând să-și sporească veniturile bănești. Principalul mijloc a fost impunerea impozitelor, dările extraordinare impuse în situații de război cu un adversar de temut, fiind percepute regulat și după încheierea situației excepționale. 
Înmulțirea impozitelor și perceperea lor de la cea mai mare parte a supușilor, fiind anumite categorii privilegiate scutite de impozite, reprezenta o caracteristică a evului mediu. Impozitele erau variate, fiind directe pe persoane, proprietăți, venituri, și impozite indirecte, ce includeau taxe pe consum și pe circulația mărfurilor.
Impozitele nu puteau fi însă sporite la infinit, măririle excesive generând nemulțumiri ce puteau duce la evaziune fiscală și la rezistență armata a grupurilor sociale afectate. Nevoile de bani erau însă urgente, iar strângerea impozitelor dura. Astfel, statele au recurs la credit, împrumutând bani de la bancheri. Dobânzile erau mari, ceea ce a făcut că multe state să ajungă în situația de a nu-și mai plăti datoriile. Încetarea plății era devastatoare și pentru statele datoare și pentru bancherii ce intrau în faliment, iar regii deveneau vulnerabili în față adversarilor lor, oprind acțiunile militare. Astfel, s-au ajuns la soluții: recompensarea bancherilor cu alte surse de venit prin concesiunea unor mine de aur sau argint, transformarea datoriilor curente pe termen scurt în datorii consolidate pe termen lung, aplicată în orașele italiene și germane. Statele din epoca modernă timpurie foloseau diverse expediente ocazionale pentru sporirea veniturilor: devalorizările monetare, însușirea proprietăților ecleziastice în cadrul reformei religioase, crearea de manufacturi, expedițiile în Lumea Nouă ce puteau aduce profituri.
Diversificarea și creșterea resurselor financiare a reprezentat tranziția la structuri politice moderne. Nevoile statelor pentru plata armatelor, birocrației civile în creștere, nevoile curții, au crescut, statele confruntându-se cu deficite financiare.
Statul modern era bazat pe relații bănești la nivelul economiei de la baza sa, prin atragerea resurselor bănești ale societății pentru a folosi la recompensarea slujitorilor săi. S-au dezvoltat instituții ce asistau monarhii în exercitarea autorității. Acestea cuprindeau armata, curtea monarhică și elemente de administrație provincială. Pe parcursul centralizării politice și modernizării aparatelor de stat, instituțiile politice s-au specializat și și-au precizat clar atribuțiile. Au luat naștere la curtea monarhului instituții cu funcții militare, juridice, fiscale, administrative. A fost dezvoltată administrația provincială, majoritatea statelor erau însă sub-administrate, în raport cu dimensiunea populației și teritoriului, multitudinii sarcinilor trasate de autoritatea centrală. Astfel, dincolo de denumirile și atribuțiile exacte ale instituțiilor administrative teritoriale, loialitățile persoanelor din cadrul acesteia au rămas împărțite între exigențele directivelor de la centru și solidaritățile locale.
Instituțiile reprezentative ale stărilor sociale privilegiate erau adunări locale, adunări provinciale, adunări ale stărilor la scara unui întreg regat. Erau convocate de monarhi când aveau nevoie de sprijin social larg pentru politica lor. Regele Franței, Filip al IV-lea cel Frumos a convocat în 1302 Adunarea Stărilor Generale, în perioada conflictului cu Papa Bonifaciu al VIII-lea. Adunările de stări aveau nume și structuri diferite în diversele state. În Anglia, Parlamentul era structurat în două camere: Camera Lorzilor și Camera Comunelor, Seimul din Polonia era împărțit în camera Senatului și Camera Deputaților, care se reunea în plen, iar în Franța, Adunarea Statelor Generale era compusă din adunări diferite ale reprezentanților clerului, nobilimii, stării a treia, iar în Imperiul Romano-German era Reichstag-ul-dietă imperială, alcătuit din consiliul celor spate principi electori, un consiliu al principilor teritoriali și un consiliu al orașelor. În Regatul Aragonului, din secolul al XIII-lea funcționau Cortes-urile separate pentru Aragonul propriu-zis, pentru Catalonia și Valencia, iar în Aragon, Cortes-ul era alcătuit din patru "brazos"-stări: clerul, nobilimea mare (ricos hombres), nobilimea mică (caballeros) și reprezentanții orașelor.
Adunările au încercat adesea să limiteze autoritatea regală, impunând co-participarea la marile decizii politice și economice, fixând prin acte speciale privilegiile stărilor. Adunările de stări căutau să condiționeze perceperea noilor impozite de acordul lor prealabil, și în unele momente când puterea monarhului era slabă, au încercat să impună obligativitatea acordului lor în desemnarea principalilor dregători regali. La rândul lor, regii au căutat să controleze componența și data convocării adunărilor de stări, și să obțină din partea lor acorduri globale, care să poată fi folosite și în perioadele dintre sesiuni. Adunările de stări aveau nevoie de o convocare specială din partea regelui sau se întruneau periodic. În Polonia de după stingerea dinastiei Iagiello, Seimul a obținut largi concesii din partea noului rege, Henric de Valois, ulterior rege al Franței, respectiv convocarea automată a Seimului la 2 ani, obligativitatea acordului pentru declararea războiului și încheierea păcii, pentru perceperea de noi impozite și pentru mobilizarea armatei. Seimul și-a asigurat dreptul de a alege regele, blocând funcționarea principiului dinastic. În Franța, regii pur și simplu nu au convocat Adunarea Statelor Generale din 1614 până în 1789.
Monarhiile absolutiste nu s-au impus oriunde. Chiar și în state că Spania și Franța, monarhiile dominante ale Occidentului se confruntau cu probleme că imensitatea teritorială, precaritatea comunicațiilor, particularismele locale și provinciale, privilegiile stărilor, aparatele de stat mediocre și discontinuitățile dinastice, ceea ce au făcut că autoritatea "regilor absoluți" să se exercite inegal în teritoriu, diferit față de diverse categorii de supuși și variabil în timp.

### În Orientul Mijlociu
În Anatolia apariția statelor, în special în Evul Mediu târziu, a fost determinată de conflictul ideologic dintre exponenții culturii nomadice, rămași în zonă după invaziile mongole (tabără reprezentată de Ilhanat) și cei ai culturi islamice, puternic influențați de cultura persană (reprezentați mai ales de Sultanatul de Rum). Conflictul dintre aceste două culturi și ideologii vor duce la apariția unor noi identități culturale, dintre care cea mai semnificativă va fi cea a turcomanilor, ce vor sta la baza formării viitorului Imperiu Otoman. Turcomanii, prin îmbinarea ideologiilor monole și islamiste, vor reuși să își creeze propria legitimitate odată cu fragmentarea Sultanatului de Rum, dar vor pune bazele unuia dintre cele mai puternice state ale Evului Mediu târziu.

## Structurile sociale
Vechea aristocrație romană și cea germanică fuzionează, prin înrudiri sau schimburi de elemente culturale. Familiile senatoriale romane pătrundeau în domeniul clerical, în timp ce nobilii germanici preferau funcțiile militare. Indiferent de originea etnică, se purtau nume latine, germanice și creștine. Oamenii liberi din clasele inferioare renunțau la libertatea personală pentru a-și caută protecția celor puternici. S-a format astfel țărănimea dependentă tot mai numeroasă, formată din indivizi ce și-au pierdut libertatea, descendenții sclavilor ce au primit o bucată de pământ, ai colonilor, liberților. Termenul de "Servus" ce denumea odinioară sclavii antici, din care provine termenul de "șerb" denumea țăranii dependenți. Clerul recruta indivizi numai din rândul nobilimii, care beneficia de privilegiul imunității, agenții regelui având interdicția de a pătrunde pe domeniile acestora pentru a exercită justiția, pretinde taxe sau a recruta. Sistemul organizării domeniale feudale se răspândește din Franța în întreg Occidentul. Dependența țăranilor și biserica au contribuit la fixarea populației în așezări stabile, astfel, apar satele medievale.
Domeniul aparținea aristocrației laice sau bisericești, beneficiara de privilegiul imunității, agenții suveranului nu puteau să pătrundă pe domeniul acestora. Numărul de mici proprietăți țărănești libere erau în scădere, precum și numărul țăranilor liberi. Țăranii dependenți proveneau din rândul descendenților sclavilor înzestrați cu gospodărie, colonilor, foștilor proprietari liberi care își cedaseră pământul unui mare proprietar în schimbul protecției.
Sistemul organizării domeniale apare în nordul Franței, datorită extinderii Imperiului Carolingian răspândindu-se în întreg occidentul. Intrarea în dependență a țăranilor a contribuit la fixarea populației pe vetre stabile, apărând primele sate medievale, fiind înrădăcinate de clădirea bisericii și cimitirului în interiorul satului, ce ilustra o legătură dintre cei vii și înaintașii lor.
Creșterea populației a determinat o creștere a cererii din partea marilor proprietari de pământ, stabilind structurile senioriei, definită ca o rețea de puteri și de drepturi asupra oamenilor și bunurilor, un raport de dominație socială. Marile domenii aveau reședințe întărite ale nobililor-castră și castella, cu rol defensiv împotriva năvălitorilor, dar erau pentru supunerea locuitorilor față de autoritatea lor, preluând puterile financiare și judiciare. Dreptul de "ban" - a porunci, a constrânge și a pedepsi pe cei care trăiesc pe domeniilor lor îi caracterizau pe mulți nobili. Obligațiile țăranilor au crescut și s-au diversificat. Creșterea pretențiilor nobililor era legată de definirea unui mod de viață aristocratic, presupunând prestigii-daruri și contra daruri, banchete, achiziționarea unor obiecte de lux, cheltuielile necesare războaielor private. Se constata diminuarea rezervei nobiliare în favoarea loturilor date în folosință țăranilor, în contextul creșterii demografice. Țăranii erau obligați să plătească în bani sau în produse folosirea instalațiilor tehnice. Nu puteau părăsi domeniul fără aprobarea nobilului, nu puteau lasă moștenire și nici nu se puteau căsători în afara acestuia fără voia stăpânului.
Societatea era împărțită în cele trei ordine de funcții diferite: religioasă-oratores, războinică-bellatores, producție-laboratores, o structură imaginară corespunzătoare unei societăți rurale în care nu existau locuri definite pentru meșteșugari sau negustori. În fruntea societății era aristocrația formată din clerici și laici, alcătuind categoriile privilegiate. Aristocrația laică se definește după anul 1000, stabilirea rudeniei fiind pe linie masculină.
Moștenirea revenea doar primului născut de sex masculin, ceilalți copii fiind obligați să-și găsească alte plasamente, intrând în rândul clerului sau încercând să facă avere pe cont propriu, prin lupta. Se conturează categoria cavalerilor, războinici cărora biserica le impune un ideal însuflețit de etică religioasă. Aceștia, ca apărători ai creștinătății, n-au luptat niciodată pentru apărarea celor năpăstuiți, ci doar ca să elibereze Țară Sfânta de sub ocupație musulmană. 
Clerul înalt era format din descendenți ai familiilor aristocratice, iar clerul de rând era format din indivizi proveniți din rândurile țăranilor și orășenilor. După 1200, când s-au dezvoltat primele universități ce formau clericii, clerul recurta și din categoriile neprivilegiate.
Țărănimea nu era omogenă, întâlnind țărănime liberă, mai puțin numeroasă. Colonizarea rurală presupunea fondarea unor așezări a căror locuitori să se bucure de libertate personală. Țăranii dependenți erau în dependență personală față de senior, fiind legați de glie, neputând să-și părăsească satul, fiind obligați să-și răscumpere dreptul de a se căsători în afară domeniului sau de a lasă moștenire. Țăranii care fugeau puteau fi căutați și revendicați de stăpânii lor. Mulți se refugiau în orașe recent întemeiate, alții se ascundeau, plătind "tăcerea".
Erau și categorii intermediare ale țăranilor liberi juridic, dar dependenți economic de seniorul care le-a încredințat un lot de pământ. Aveau libertate de mișcare, dar legătura cu pământul era slabă, având garanția deținerii unui lot de pământ în schimbul dependenței personale. Din rândurile lor se recrutează forța de muncă a celor angajați contra-cost pentru lucrările sezoniere.
Categoriile de meșteșugari și negustori s-au înmulțit datorită renașterii urbane, precum și categorii de liberi profesioniști, ca medicii, profesorii și notarii, fiind doar bărbați, femeile fiind excluse din motivații sociale și teologice.
Orașul nu era caracterizat de egalitate sau omogenitate socială, fiind diferențieri în privința ocupațiilor variate ale meșteșugarilor și comercianților.
Se aflau și numeroși clerici ce pun bazele unor ordine. Dacă anterior, mănăstirile erau situate la marginea orașelor, din secolul XIII, călugării benedictini, franciscani și dominicani ofereau asistență religioasă în cadrul orașelor. Trăiau la oraș și aristocrați laici și orășenii bogați, negustorii, meșteșugarii patroni, zarafi, cămătari, ce alcătuiau patriciatul urban, cumpărând domenii rurale încercând să ducă o viață similară cu cea a nobililor.
Din clasa de mijloc făceau parte meșteșugarii, micii negustori, lucrătorii salariați, liber-profesioniștii. Se adaugă plebea urbană numeroasă și turbulentă, alcătuită din elemente marginale. Existau sclavii, proveniți din piețele din lumea musulmană, precum și imigranți evrei. 
Florența era condusă de familiile patriciene noi, sprijinite de membrii breslelor, trecându-se la un regim corporativ. Veneția era condusă de marele consiliu din care făceau parte doar familiile vechi. În Flandra și Germania, în urmă răscoalei meșteșugarilor, s-au instaurat regimuri corporative.

## Biserică, stat și cultură
În timpul Evului Mediu, frontierele statale nu reprezentau bariere solide, ci din potrivă, erau ușor de trecut și în mare parte deschise exporturilor culturale prin intermediul principalelor rute comerciale. Așadar, cele mai importante centre negustorești erau adesea cele mai susceptibile în ceea ce privește împrumutul de noi idei, noi religii, sau noi moduri de gândire. Drumul Mătăsii a reprezentat în special un mijloc de îmbogățire culturală, porțiunea sa din Asia Centrală ajungând dominată rapid în Evul Mediu Timpuriu de creștini manihei, persecutați în Imperiul Roman, dar înstăriți în această parte a lumii.